# Enrico III il Nero
Enrico III di Franconia, detto il Nero (28 ottobre 1016 – Bodfeld, 5 ottobre 1056), è stato re dei Franchi Orientali dal 1039 alla morte, re d'Italia, re di Borgogna dal 1039 alla morte e imperatore dei Romani dal 1046 alla morte.

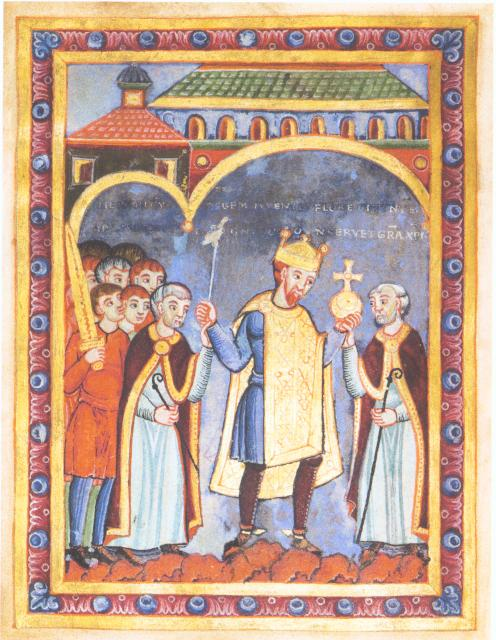
Nell'anniversario della sua ascesa al potere, il 5 giugno 1040, re Enrico è scortato dal suo seguito e da due abati in occasione della consacrazione della chiesa del monastero di Stablo. Essi sostengono le sue mani, che reggono lo scettro e il globo; a sinistra un laico portatore di spada. – Miniatura dal libro pericope di Enrico III, Echternach, metà dell'XI secolo. Brema, Staats- und Universitätsbibliothek Bremen, Ms. b. 21, fol. 3^{v}.

In giovane età, Enrico fu nominato co-re dal padre Corrado II nel 1028 e dotato dei ducati di Baviera e Svevia. La transizione della regalità dopo la morte di suo padre avvenne senza intoppi, cosa unica rispetto ai cambiamenti di potere nel periodo ottoniano-salico, ed Enrico continuò costantemente le politiche del suo predecessore secondo le linee prescrittegli. Sotto il suo regno, si ebbe un'esaltazione sacrale della regalità, che costituì per l'epoca una novità. Durante il regno del secondo sovrano salico, la cattedrale di Spira fu ampliata fino a diventare la più grande chiesa della cristianità occidentale dell'epoca. Enrico impose la sua visione del potere di disporre dei ducati secondo il suo arbitrio, elevandosi rispetto ai duchi, assicurandosi così il loro controllo. In Lorena ciò portò ad anni di controversie, da cui Enrico uscì vittorioso. Tuttavia, un potente gruppo di opposizione si formò anche nella Germania meridionale tra il 1052 e il 1055. Nel 1046 Enrico pose fine allo scisma papale, liberando il papato dalla sua dipendenza dalla nobiltà romana e ponendo le basi per la sua validità universale. Il suo regno è stato a lungo considerato come il punto più alto del potere imperiale medievale e la sua morte prematura come una catastrofe per l'impero. Contributi storiografici più recenti, tuttavia, parlano dell'inizio di una crisi della monarchia salica negli ultimi anni del suo regno.

## Biografia fino all'ascesa del potere

### Origine e stirpe
Enrico nacque probabilmente nel 1016 (e non nel 1017), figlio di Corrado il Vecchio, poi imperatore come Corrado II, e Gisela di Svevia. Le sorelle minori di Enrico, Beatrice (ca. 1020–1036) e Matilde (dopo la metà del 1025–inizio del 1034) rimasero nubili e morirono giovani. Il padre di Enrico discendeva dalla nobile stirpe renana-francone dei Salici le cui proprietà e diritti comitali erano concentrati nella zona intorno a Worms e Spira per generazioni; Corrado era anche il pronipote di Corrado il Rosso, morto nella battaglia contro gli ungheresi sul fiume Lechfeld nel 955, ed era imparentato con la stirpe Ottoniana/Liudolfingia tramite sua moglie Liutgarda. La madre di Enrico, Gisela, era già rimasta vedova due volte. Suo padre Ermanno II di Svevia aveva fatto valere senza successo le proprie pretese nell'elezione regia nel 1002. La madre di Gisela, Gerberga, era una figlia del re Corrado III di Borgogna e una nipote del sovrano carolingio dei Franchi Occidentali Luigi IV d'Oltremare.
La nascita di Enrico avvenne in un momento difficile per la stirpe salica: solo due mesi prima, infatti, Corrado era stato coinvolto in una sanguinosa faida e poteva contare solo sul sostegno di amici e parenti. La relazione di Corrado con Enrico II fu tesa a causa del suo matrimonio con Gisela di Svevia, che alcuni contemporanei, come Tietmaro, considerarono un matrimonio tra parenti. Corrado perse il favore imperiale e in un primo momento sembrava non potesse nemmeno diventare un duca.

### Consolidamento della dinastia e messa in sicurezza della successione
Dopo la morte di Enrico II, l'ultimo rappresentante maschile laico della dinastia liudolfingia/ottoniana (e del suo ramo bavarese), Corrado poté affermarsi come sovrano in un incontro dei grandi del regno a Kamba nel 1024. Oltre alla discendenza di Corrado da Ottone I - cosa che condivideva con il suo concorrente e cugino Corrado II il Giovane - furono i tratti caratteriali della virtus e della probitas a far guadagnare a Corrado un ampio consenso. Essendo il primo sovrano della stirpe salica, Corrado si assicurò la successione di suo figlio Enrico. Il vescovo Bruno di Augusta, fratello del precedente sovrano, e dal maggio 1029 al luglio 1033 circa il vescovo Egilberto di Frisinga si occuparono dell'educazione di Enrico. Anche il cappellano e storiografo Wipo fu certamente coinvolto occasionalmente nell'educazione del futuro sovrano.
Enrico ricevette una buona educazione alla corte del vescovo Bruno di Augusta. Essendo questo fratello del precedente imperatore Enrico II, era certamente la persona giusta per impartire le tradizioni di governo e le idee imperiali all'erede al trono. All'inizio del 1026, Corrado si trasferì da Aquisgrana via Treviri ad Augusta, dove l'esercito si stava radunando per la campagna in Italia. Per il periodo dell'assenza del sovrano, Enrico fu affidato alla tutela di Bruno. Già in quel momento, Corrado, con il consenso dei principi, designò suo figlio Enrico come suo successore in caso di morte. Dopo il ritorno di Corrado dall'Italia, questo conferì a suo figlio, il 24 giugno 1027 a Ratisbona, il ducato di Baviera che era vacante dal febbraio 1026 a seguito della morte di Enrico V. Il conferimento del ducato al figlio di un re che non aveva ancora dieci anni e non veniva dalla Baviera era senza precedenti. Nel 1038, un anno prima della morte di Corrado, Enrico assunse anche l'ufficio di duca di Svevia.
Già nel febbraio 1028, gli interventi di Enrico nei diplomi di suo padre contengono l'aggiunta "figlio unico". Il conferimento della regalità proseguì in un Hoftag ad Aquisgrana nella Pasqua del 1028. Con il consenso dei principi e del "popolo", Enrico fu elevato a re e consacrato dall'arcivescovo di Colonia Pellegrino. Pochi mesi dopo, la prima bolla imperiale di Corrado su un diploma datato 23 agosto 1028 per il monastero di Gernrode mostra sul rovescio l'immagine del figlio dell'imperatore con l'iscrizione Heinricus spes imperii (Enrico, speranza dell'impero). La preminenza di Enrico nella bolla con il riferimento all'impero di cui un giorno avrebbe indossato la corona, allude cautamente all'idea di co-imperatore.
Il fermo ancoraggio della regalità e dell'impero alla stirpe salica da parte di Corrado andò anche oltre. Nella primavera del 1028, un'ambasciata si recò presso la corte imperiale di Bisanzio; seguendo la tradizione ottoniana, Corrado cercò inizialmente la figlia di un imperatore bizantino per Enrico. Dopo il fallimento di questo progetto, Enrico fu fidanzato con Gunilde, figlia del re anglo-norreno Canuto il Grande, durante la Pentecoste del 1035 all'Hoftag di Bamberga. Un anno dopo, sempre a Pentecoste, le nozze ebbero luogo a Nimega.
Nel 1027, Corrado incontrò il re senza figli Rodolfo di Borgogna, della stirpe dei Rodolfingi, vicino a Basilea per regolare con lui il trasferimento del regno di Borgogna nell'impero dopo la morte di Rodolfo. Potrebbe anche essere stato stabilito in quell'occasione che Enrico avrebbe dovuto stipulare il trattato in caso di morte prematura di suo padre. Dopo due campagne di guerra su larga scala contro il suo avversario Oddone di Champagne, Corrado concluse l'acquisizione della Borgogna con l'atto dimostrativo dell'incoronazione il 1º agosto 1034. Questo segnò l'inizio del periodo dei tria regna, cioè l'unificazione dei regni di Germania (dei Franchi Orientali), Italia e Borgogna in un impero sotto il dominio del re e imperatore tedesco. Nell'autunno del 1038 Corrado II tenne un Hoftag a Soletta, in cui trasferì il Regnum Burgundiae al suo erede al trono. L'atto di omaggio servì soprattutto ad assicurare la successione del giovane salico in un dominio appena acquisito. Con l'elezione, l'omaggio e l'acclamazione dei Burgundi, i Salici poterono dimostrare di aver ereditato il potere e di non averlo ottenuto attraverso un atto di violenza. Nel 1038 Enrico era in Italia con il padre. Al loro ritorno, la prima moglie di Enrico, Gunilde, che aveva appena dato alla luce poco prima la loro figlia Beatrice, morì.
Sebbene Enrico fosse legittimamente re, dovette familiarizzare con la pratica di governo nel tempo. Il suo primo atto indipendente fu quello di concludere un trattato di pace con gli ungheresi nel 1031. Questo fu la conseguenza di un'avanzata fallita da parte di Corrado II l'anno precedente e ciò comportò perdite territoriali tra i fiumi Fischa e Leita. Nel 1033 Enrico condusse con successo una campagna militare contro Ulrico di Boemia.
Anche contro la volontà del padre, riuscì a mantenere una posizione indipendente. Quando Corrado tentò di spodestare dall'ufficio ducale Adalberone di Carinzia nel 1035, Enrico si rifiutò di sostenerlo. Solo quando Corrado si gettò ai piedi del figlio in lacrime e lo implorò di non disonorare l'impero, Enrico rinunciò alla sua resistenza. Enrico si giustificò facendo notare di aver prestato giuramento ad Adalberone.
Quando Corrado morì a Utrecht nel 1039, questo non si tradusse in un pericolo per la regalità e l'impero: questo trasferimento di potere fu l'unica successione al trono nella storia ottoniana-salica ad avvenire senza problemi. Enrico III era stato ben preparato da suo padre per i suoi futuri doveri di re attraverso la sua designazione a sovrano, l'elevazione a duca di Baviera, l'incoronazione reale ad Aquisgrana, la cessione del ducato di Svevia e l'acquisizione della Borgogna, quindi con una regalità indipendente. Enrico e sua madre accompagnarono il corpo di suo padre con il seguito regio a Colonia e da lì via Magonza e Worms fino a Spira. Secondo Wipo, egli mostrò la sua «umile riverenza sollevando il corpo sulle spalle a tutti i portali delle chiese e infine anche al funerale di suo padre». Egli onorò l'anima di suo padre attraverso servizi funebri e cerimonie commemorative (Memorialwesen). Corrado fu sepolto con alti onori nella cattedrale di Spira. La preoccupazione per la salvezza di suo padre spinse Enrico a fare numerose donazioni, come quella del 21 maggio 1044 alla cattedrale di Utrecht. Il neo-re pose come condizione per i canonici del monastero di Santa Maria di Aquisgrana che l'anniversario della morte di suo padre e quello di sua moglie Gunilde, morta nel 1038, fosse debitamente celebrato ogni anno con messe e ampi uffici notturni.

## Regalità e dominio imperiale

### Ascesa al potere
La successione avvenne senza difficoltà. Solo Gothelo di Lorena è segnalato per aver inizialmente considerato di rifiutarsi di rendere omaggio. Tuttavia, il suo atteggiamento non portò a gravi conflitti. Anche se Enrico era già co-re, i soliti atti formali furono comunque eseguiti dopo la morte di suo padre ed ebbe luogo un'investitura sul trono ad Aquisgrana, seguito dall'omaggio dei grandi. La cavalcata lungo il regno (Umritt) per ottenere e riconoscere il potere, come sotto Enrico II e Corrado II, non ebbe luogo, ma in ogni caso nel 1039/40 Enrico visitò tutte le parti dell'impero ed esercitò il proprio potere sovrano. A differenza dell'inizio del regno di suo padre nel 1024, non c'erano disordini o opposizione in Italia quando Enrico salì al potere. Il conflitto tra l'arcivescovo Ariberto di Milano e suo padre Corrado fu rapidamente risolto da Enrico dopo che Ariberto si sottomise e rese omaggio al re a un Hoftag a Ingelheim nel 1040.
Dopo la morte della sua prima moglie Gunilde, passarono cinque anni prima che Enrico decidesse di risposarsi. L'offerta del granduca Yaroslav I di Kiev di dargli in moglie sua figlia non ebbe seguito. Nell'estate del 1043, Enrico corteggiò Agnese di Poitou, figlia del duca Guglielmo V d'Aquitania. Le trattative proseguirono con successo dal vescovo Würzburg e cugino di Corrado II Bruno. Il fidanzamento a Besançon in Borgogna fu seguito dalla sua incoronazione come regina a Magonza. La nozze ebbero luogo a Ingelheim alla fine di novembre 1043. Qualche ambiente ecclesiastico sollevò obiezioni a questo matrimonio, perché gli sposi, secondo il diritto canonico, erano troppo legati familiarmente, essendo entrambi discendenti di Enrico I. Questo matrimonio aveva lo scopo di assicurare ulteriormente il dominio tedesco in Borgogna, anche perché il nonno della sposa, il conte Ottone Guglielmo, si era opposto con forza al desiderio di Rodolfo III di Borgogna di lasciare in eredità il proprio regno a Enrico II.

### Conflitti con la Boemia e l'Ungheria
Nei suoi primi anni, Enrico era inizialmente interessato a mantenere la sua posizione egemonica nell'Europa orientale. L'impulso a intervenire in Boemia venne da Bretislao I, in procinto di espandere i suoi domini verso nord. Nel 1039 invase la Polonia, conquistò e distrusse Cracovia ed entrò a Gniezno con le sue truppe. Bratislao fece trasferire le reliquie di sant'Adalberto a Praga per avvalorare la sua pretesa sull'eredità di Boleslao Chrobry. Poiché la Polonia era sotto la sovranità feudale tedesca, ciò si tradusse in un attacco al sovrano romano-tedesco. Nell'ottobre 1039, Enrico preparò quindi una campagna sotto la guida di Eccardo II di Meißen. Bretislao quindi cedette, promettendo di piegarsi alle richieste di Enrico e offrì suo figlio Spytihněv come ostaggio. Nel corso dell'anno successivo, tuttavia, il duca boemo non adempì ai suoi obblighi, e si preparò alla difesa, assicurandosi inoltre l'appoggio degli ungheresi. In agosto, Enrico quindi intraprese una campagna contro la Boemia, ma subì una pesante sconfitta a Chlumec. La maggior parte dei guerrieri del contingente morì, e i necrologi dell'abbazia di Fulda menzionano numerosi morti individuali. Un'offerta di negoziazione nell'anno successivo fu rigettata da Enrico, il quale pretese una sottomissione incondizionata. I combattimenti ripresero nell'agosto 1041. La Boemia questa volta fu attaccata da ovest e da nord e nel settembre 1041 i due eserciti si unirono davanti a Praga. In quel frangente non ebbe luogo alcuna battaglia, in quanto Bretislao era isolato, essendo il suo alleato Pietro d'Ungheria nel frattempo deposto. Per prevenire un'ulteriore devastazione del suo paese, Bretislao non ebbe altra scelta che sottomettersi. Nell'ottobre 1041 si presentò all'Hoftag di Ratisbona, portò ricchi doni e pagò il dovuto tributo. Su richiesta di suo cognato, il margravio Ottone di Schweinfurt, fu nuovamente infeudato del ducato di Boemia. Dovette rinunciare alle sue conquiste polacche e riconoscere la sovranità tedesca, ma gli fu permesso di mantenere la Slesia.
Precedentemente la storiografia considerava i conflitti con la Boemia come il punto di partenza per un'organizzazione più serrata delle terre di confine. Secondo essa, Enrico si distinse come un lungimirante fondatore di marche, con l'aiuto dei quali i confini dovevano essere consolidati. Le marche di Cham, Nabburg, una marca boema e una cosiddetta Neumark, che probabilmente era situato nel Sud-est contro l'Ungheria, furono attribuiti alla sua iniziativa di "creazione dello stato". Questa valutazione, tuttavia, fu messa in dubbio da Friedrich Prinz. Questa concezione di governo aveva portato a situazioni altamente pericolose, soprattutto nelle zone di confine dell'impero, aveva creato inimicizie inutili e esacerbato quelle già esistenti. Al contrario, Daniel Ziemann ha recentemente riconosciuto l'assenza di «concezioni politiche su più vasta scala» nella politica ungherese salica.
Nel corso delle azioni militari contro la Boemia, anche l'Ungheria entrò nel campo visivo di Enrico. Dopo la morte prematura del figlio Enrico, Stefano I aveva adottato il nipote Pietro, figlio di sua sorella e del doge veneziano Ottone Orseolo, e lo aveva designato erede al trono. Tuttavia, un colpo di Stato portò al potere Samuele Aba, cognato di Stefano. Pietro, che era ancora dalla parte di Bretislao nel 1039/40 ed era quindi uno degli oppositori di Enrico, apparve nel 1041 all'Hoftag di Ratisbona come latitante. Samuele Aba invase la Carinzia e l'Ostmark bavarese nella primavera del 1041. Ciò provocò le controffensive di Enrico, che portarono al recupero dei territori tra il Fischa, il Leitha e la Morava ceduti a Stefano nella pace del 1031. Il 5 luglio 1044, il re sconfisse gli ungheresi numericamente superiori nella battaglia di Menfö nei pressi del Raab. Dopo la battaglia, Enrico, scalzo e vestito con un cilicio, si gettò a terra davanti a una reliquia della croce e invitò tutto il suo esercito a fare lo stesso. Poco dopo camminò a piedi nudi attraverso Ratisbona e ringraziò Dio per il suo aiuto nella battaglia. Le chiese della città ricevettero donazioni da parte del sovrano. Pietro fu nuovamente intronizzato a Székesfehérvár e riconobbe la sovranità feudale dell'impero. Samuele Aba fu giustiziato per alto tradimento dopo la sua cattura.
Tuttavia, la situazione in Ungheria non poté essere stabilizzata a lungo termine. Quando Enrico partì per la sua Romzug, Pietro era già stato spodestato da Andrea, nipote di Stefano I, che era tornato dall'esilio. Andrea cercò di normalizzare le relazioni con l'impero al fine di consolidare il suo dominio. Secondo Ermanno il Contratto, offrì all'imperatore sottomissione, un tributo annuale e servizio devoto «se gli avesse permesso di mantenere il suo regno». L'obiettivo principale di Enrico, tuttavia, era quello di sconfiggere Andrea per vendicare il suo protetto Pietro. Due campagne che intraprese nel 1051 e nel 1052 non ebbero successo. Nel 1052, papa Leone IX mediò una pace. Ciò si rivelò dannoso per l'impero, incidendo sull'honor regni, come notarono criticamente gli Annales Altahenses. Alla fine del suo regno, Enrico era ben lungi dal mantenere l'Ungheria, la Boemia e la Polonia nella loro dipendenza feudale. Non poteva più essere sicuro nemmeno dei suoi vassalli boemi, dal momento che il duca Spytihněv II nel 1055 stabilì legami più stretti con l'Ungheria.

### Promozione di Spira

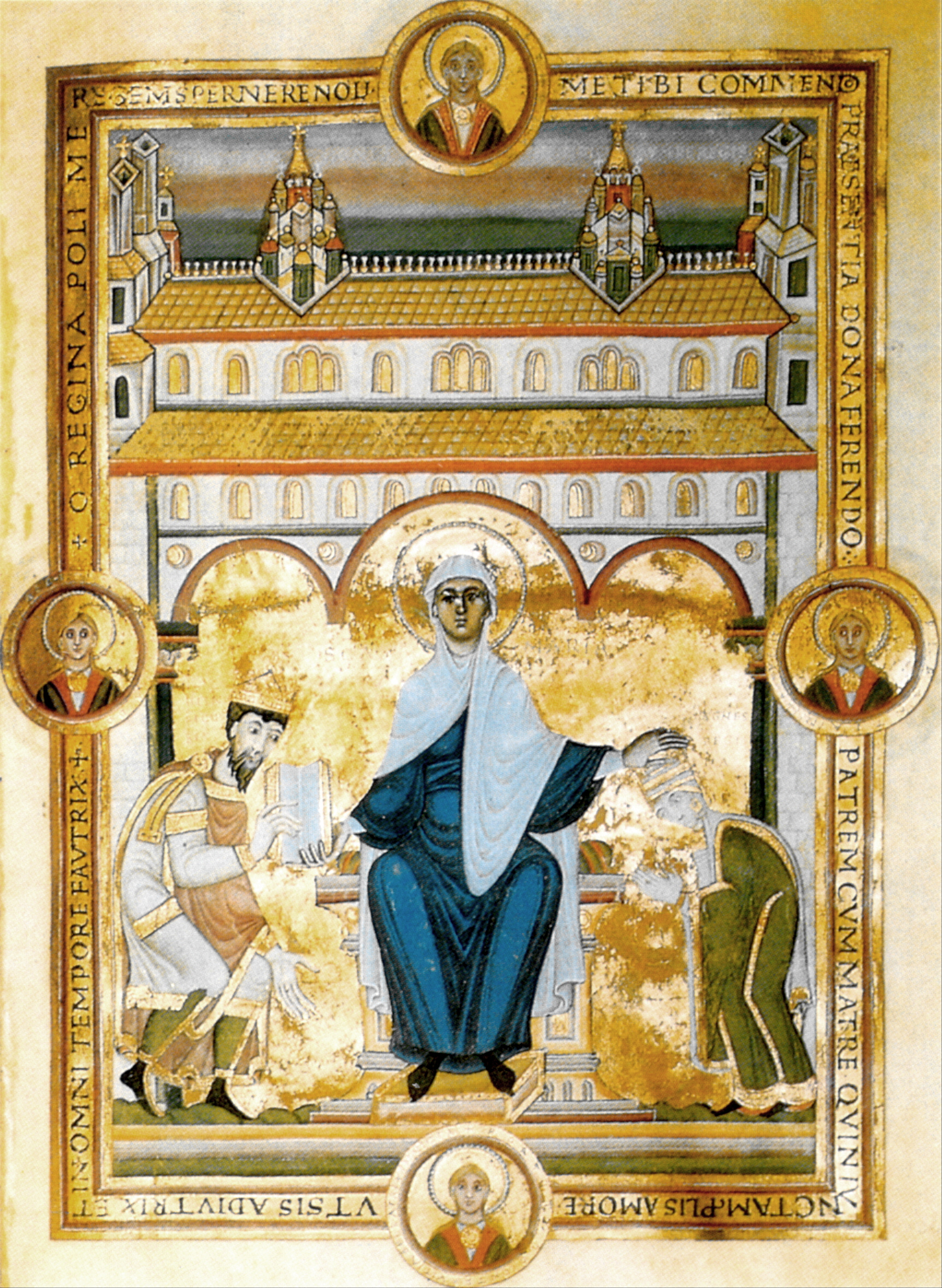
Enrico III consegna il Codex Aureus, un evangelario magnificamente decorato, a santa Maria, patrona della cattedrale di Spira. Maria pone la sua mano sull'imperatrice Agnese in segno di benedizione. Sullo sfondo si può vedere la cattedrale di Spira. Il re parla nella fascia presente sulla cornice circostante: «O regina del cielo, non respingere me, il re. Presentando questo dono affido a voi me stesso, il padre con la madre e soprattutto colui al quale sono unito nell'amore per la prole. Che tu possa essere sempre un aiutante cortese» (miniatura del libro di Echternach, 1045 circa)

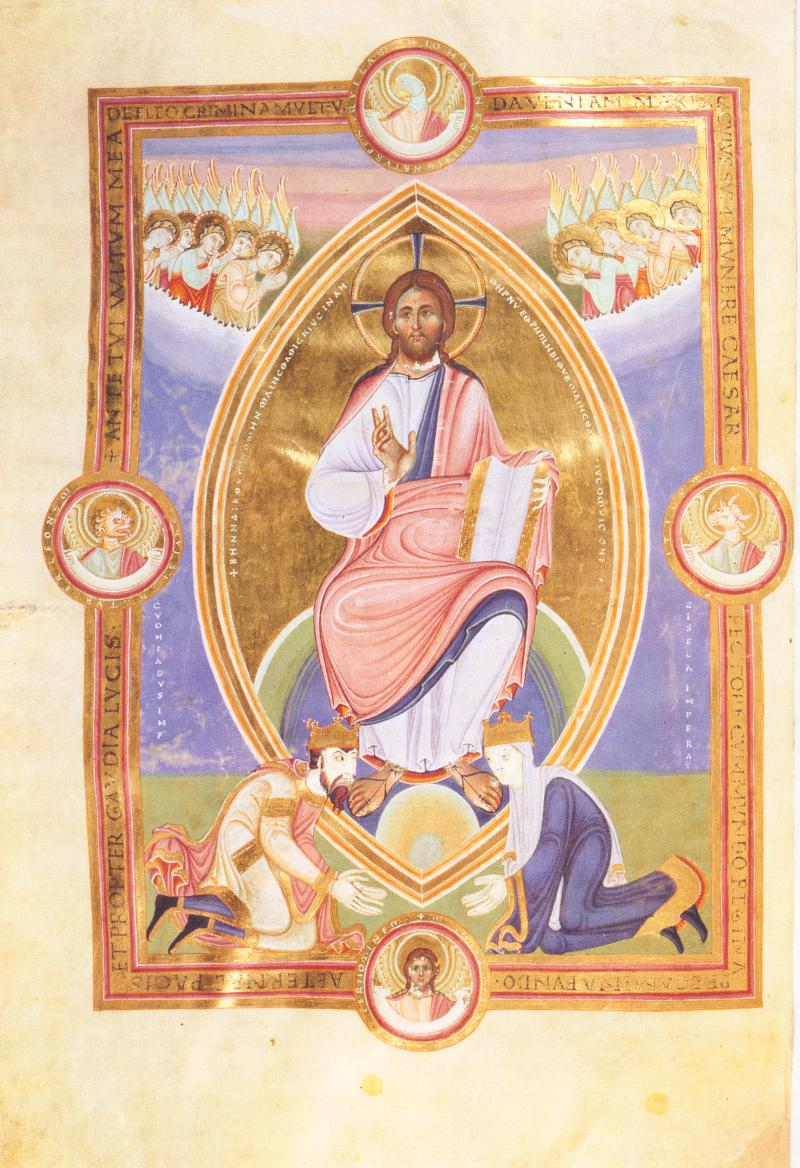
Corrado II e sua moglie Gisela si inginocchiano davanti alla Maiestas Domini, davanti all'immagine di Cristo circondato dalla mandorla, sfera della santità, e chiedono perdono dei loro peccati. L'iscrizione recita: «Davanti al tuo volto piango molto per i miei peccati. Concedimi di meritare il perdono, tu per il cui favore sono un imperatore. Pura di cuore io, la Regina, chiedo le gioie della pace e della luce eterna». Codex Aureus Escorialensis, 1043/46 circa. Biblioteca del Real Monasterio de San Lorenzo de El Escorial, Cod. vitr. 17, fol. 2v

Nel marzo 1043, l'imperatrice Gisela morì. Alla sua solenne sepoltura a Spira, il re si presentò a piedi nudi e con il cilicio, si gettò a terra con le braccia tese in forma di croce davanti ai presenti e commosse tutti i presenti con il suo pianto. I ricercatori parlano di "regalità cristomimetica" per questo periodo: i re emulavano l'umile abnegazione di Cristo e provarono così la loro qualifica per l'ufficio di re (si veda l'approccio in materia della comunicazione simbolica).
Enrico promosse Spira molto più di suo padre Corrado. Non prima della fine del 1045, o poco prima di partire per l'Italia per l'incoronazione imperiale, donò alla chiesa un magnifico evangelario, il Codex Aureus Escorialensis, noto anche come Evangelario di Spira. Le immagini dei regnanti sono tra le più belle del Medioevo. Mostrano la dinastia salica nel 1045. L'immagine a sinistra mostra la prima generazione con l'imperatore Corrado II e sua moglie Gisela. Il codice di splendore inizia con le lacrime dell'imperatore, il suo pentimento e la sua penitenza. Corrado implora la misericordia di Dio. L'immagine a destra rappresenta la seconda generazione con Enrico III e sua moglie Agnese. Santa Maria è intronizzata come regina del Cielo davanti alla cattedrale di Spira, a lei dedicata. Enrico III, il sovrano regnante, si inchina a lei e le porge il Codex Aureus.
Le finalità delle immagini dei governanti è oggetto di dibattito. Johannes Fried suppone che la gravidanza di Agnese e il desiderio di generare un erede al trono fossero la ragione specifica. Alla fine di settembre/inizio ottobre 1045, Agnese diede alla luce una prima figlia, Adelaide. In quel stesso periodo, Enrico si ammalò così tanto che si credette fosse giunta la sua ora. La sopravvivenza dell'intera famiglia reale salica sembrava in pericolo. Maria, la patrona della cattedrale di Spira, doveva essere propiziata con queste immagini. Agnese fu affidata alla sua intercessione affinché potesse dare alla luce un maschio. Mechthild Black-Veldtrup, invece, ritiene che l'immagine sia da collegare all'imminente viaggio a Roma e alle pericolose circostanze che lo accompagnano, non ultimo per quanto riguarda le difficoltà di viaggio della regina incinta. Ludger Körntgen sottolinea gli aspetti della memoria e della commemorazione liturgica dei vivi e dei morti. Il Codex Aureus contiene anche la frase: Spira brillerà di splendore grazie al favore e al dono del re Enrico (Spira fit insignis Heinrici munere regis).
Dopo la morte della madre, la cattedrale fu notevolmente ampliata e ampliata di un terzo. Con una lunghezza totale di 134 metri, divenne il più grande luogo di culto della cristianità occidentale. Fu ampliato anche il cimitero salico. Il re allestì un luogo di sepoltura che, con i suoi 9×21 m, non aveva eguali in nessun altro luogo di culto dell'impero. Fu allestito lo spazio per le future sepolture dei sovrani, ponendo le basi per la creazione di un mausoleo imperiale. A livello documentario, è dimostrato che Enrico si recò quasi ogni anno nel «suo amato luogo» fino alla Pasqua del 1052; in quest'ultimo periodo, tuttavia, ci furono delle tensioni tra Enrico e il vescovo di Spira Sigebodo, che sembra riguardassero il luogo di sepoltura nella cattedrale. Il racconto contemporaneo di Ermanno il Contratto afferma che Enrico «disprezzava sempre più Spira». Caspar Ehlers ritiene che per Enrico III la cattedrale ebbe un'importanza significativamente ridotta, discostandosi dall'opinione degli altri storici. Dall'incoronazione di Enrico a imperatore nel 1046 infatti, secondo lo storico, Spira passò sempre più in secondo piano. Su un totale di undici documenti per Spira, solo due sono sopravvissuti. Goslar venne alla ribalta come il nuovo centro di culto della stirpe salica. Sempre secondo Ehlers, la sepoltura degli intestini di Enrico a Goslar e la sepoltura del suo corpo a Spira illustrano le riserve di Enrico su Spira.
L'ultima immagine commissionata da Enrico stesso verso la metà dell'XI secolo è sopravvissuto nel cosiddetto Codex Caesareus. Come nel Codex Aureus, Enrico e sua moglie stanno da soli con Cristo, di nuovo inchinati e umili. In nessuna delle immagini da lui commissionate ci sono grandi del regno nelle vicinanze. È l'ultima immagine di questo tipo di un sovrano del Medioevo.

### Incoronazione imperiale e il papato riformatore

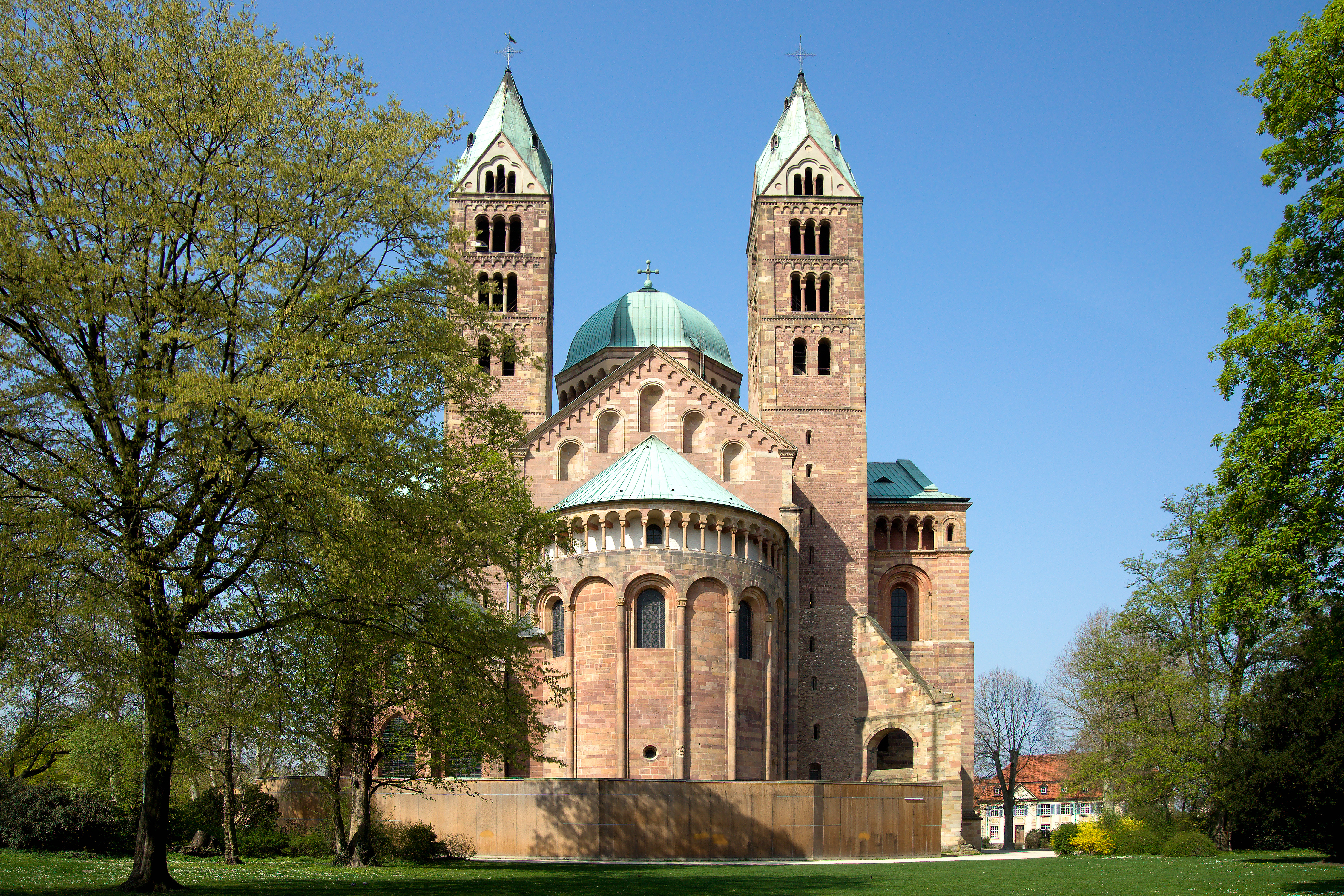
La cattedrale di Spira era considerata una meraviglia ai suoi tempi

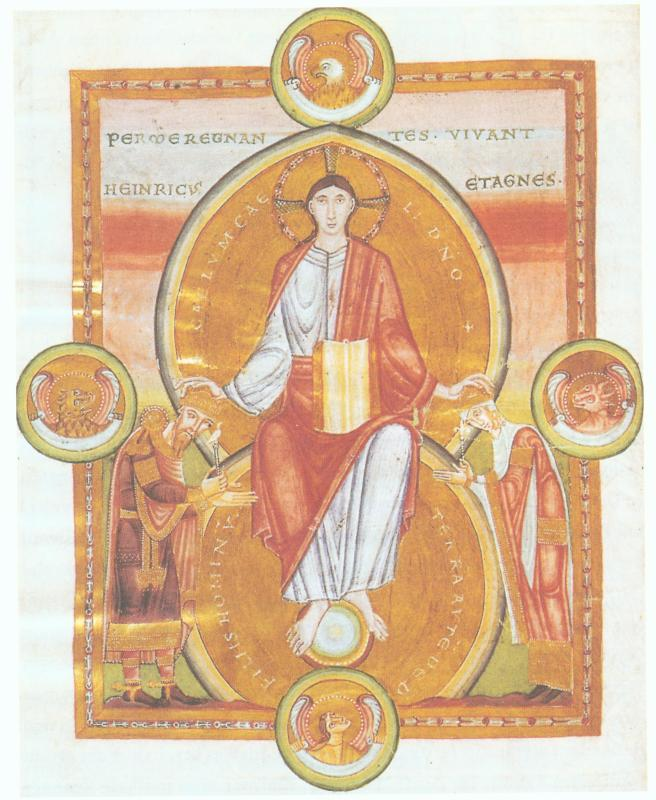
Il Codex Caesareus, scritto e miniato nel monastero di Echternach, mostra l'incoronazione della coppia imperiale Enrico III e Agnese. L'iscrizione sopra il Cristo raffigurato nella mandorla e in trono sul globo recita: Per me regnantes, vivant Heinrichus et Agnes

Gli anni dal 1044 al 1046 segnarono un periodo di grave crisi per il papato. Le cause sono da ricercarsi nelle lotte tra le fazioni della nobiltà romana per il dominio della città, in cui gli stessi papi erano parte in causa. Nell'autunno del 1044, papa Benedetto IX della dinastia dei Tuscolani fu espulso in seguito alle lotte dei nobili romani. Al suo posto, all'inizio del 1045, i Crescenzi elessero il loro vescovo partigiano Giovanni di Sabina come papa Silvestro III. Tuttavia, Benedetto IX riuscì a spodestare Silvestro nel marzo 1045 e a riconquistare lo scranno papale. Per ragioni sconosciute, tuttavia, Benedetto cedette la sua dignità il 1º maggio 1045 all'arciprete Giovanni Graziano di San Giovanni a Porta Latina per un grosso pagamento in denaro, prendendo il nome di Gregorio VI.
Secondo l'attuale storiografia, Enrico si recò a Roma per essere incoronato imperatore e non per porre fine allo scisma papale. Enrico scelse i giorni intorno all'8 settembre, il giorno della Natività della Vergine Maria, come data della sua partenza per l'Italia nel 1046 e in questa occasione fece numerose donazioni alla cattedrale di Spira. Enrico fu il primo sovrano romano-tedesco a entrare in Italia senza incontrare resistenza. Il 25 ottobre 1046 si tenne a Pavia un sinodo che si oppose principalmente alla vendita degli uffici ecclesiastici. Verso il 1º novembre, Enrico si incontrò con papa Gregorio VI, che era in carica da più di un anno. I colloqui apparentemente andarono bene all'inizio, perché a Piacenza si iscrissero entrambi a una Gebetsverbrüderung. Tuttavia, successivamente sembra che il re ricevette l'informazione che Gregorio VI si fosse comprato il papato. Ciò poneva un problema fondamentale: se la corona imperiale doveva essere incontestata, Enrico aveva bisogno di un incoronatore la cui dignità e legittimità fossero fuori discussione. Quindi, il 20 dicembre 1046 il re convocò un sinodo a Sutri.  È da considerarsi il primo sinodo di riforma del regno di Enrico III, che si pose l'obiettivo di agire contro la simonia. Il sinodo giunse alla conclusione che Benedetto IX, che non era presente, non era più papa. Nel Capodanno, egli ricevette una punizione, la cui entità è sconosciuta. Gregorio VI presiedette come papa ad interim, ma si attirò così tante critiche che, sotto la pressione dell'assemblea, accettò di dimettersi, spianando la strada a un nuovo papa libero da vincoli. Il 24 dicembre 1046 si tenne a Roma un altro sinodo, che continuò il lavoro di riforma iniziato a Sutri, depose formalmente Benedetto IX ed elesse un nuovo papa. Il candidato designato di Enrico, l'arcivescovo Adalberto di Amburgo-Brema, rifiutò l'offerta e suggerì il nome di un suo amico, il vescovo Suidgero di Bamberga, e questo fu elevato al papato come Clemente II il 25 dicembre 1046.
Subito dopo, il nuovo papa incoronò Enrico e sua moglie Agnese imperatore e imperatrice. Da questo momento in poi Agnese fu conosciuta come Consors Regni dalla cancelleria, mentre Enrico si fece conferire anche il titolo tardo antico Patricius Romanorum. Il patricius era tradizionalmente considerato il patrono di Roma e aveva il diritto di partecipare all'elevazione del papa. In questo modo, il nuovo imperatore poteva giustificare retrospettivamente le sue azioni.
Nel gennaio 1047 il sinodo convocato a Roma condannò aspramente l'acquisto di uffici ecclesiastici e pronunciò risoluzioni su come procedere contro i sacerdoti simoniaci. Nello stesso mese Enrico, accompagnato da Clemente II, avanzò nell'Italia meridionale per chiarire la situazione politica nei principati longobardi. Egli privò a Guaimario IV, che lottava per la supremazia della regione, il principato di Capua e lo restituì a Pandolfo IV, che era stato deposto da Corrado II. Il motivo principale di questa misura potrebbe essere stato che Pandolfo era in stretto contatto con i Tusculani e il suo potere poteva rappresentare una minaccia per Roma e lo Stato Pontificio. Allo stesso tempo, il condottiere normanno Rainolfo fu infeudato di Aversa mentre Drogone d'Altavilla dei suoi possedimenti pugliesi. Questo riordino andava a scapito delle rivendicazioni legali dell'Impero bizantino, di cui i Normanni si erano già impadroniti di parti della Puglia nell'ambito della loro conquista dell'Italia meridionale. Si trattò della prima volta che i capi normanni entrarono in un rapporto feudale diretto con l'Impero e ottennero una legalizzazione dei loro possedimenti terrieri conquistati. Apparentemente Enrico stava cercando di trovare un equilibrio tra i comandanti normanni e i nativi longobardi, ma, in ogni caso, questa riorganizzazione non durò a lungo e presto Guaimario riapparve come un signore dei Normanni. Prima dell'estate del 1047, Enrico tornò in Germania.
L'elevazione di papa Clemente II segnò l'inizio di uno sviluppo che portò a un incastro dell'Impero con la Chiesa. Clemente e i suoi successori erano stati membri dell'episcopato imperiale e conservarono il loro vescovato anche dopo la loro elevazione a papa. Questo rese possibile integrare più strettamente l'episcopato romano nella rete di relazioni della chiesa imperiale. A Clemente successe nel 1047/48 il vescovo Poppo di Bressanone come papa Damaso II e nel 1048/49 il vescovo Bruno di Toul come papa Leone IX. Con il pontificato quinquennale di Leone IX, la lotta contro gli abusi nella Chiesa (matrimonio dei preti, simonia) raggiunse il suo primo apice. Leone raccolse nel suo ambiente personalità come il canonico della cattedrale di Liegi Federico, poi papa come Stefano X, che divenne cancelliere della Chiesa romana, Ugo, sacerdote dell'abbazia di Remiremont, Umberto, monaco dell'abbazia di Moyenmoutier, che riuscì al cardinale vescovo di Silva Candida, ma anche il giovane chierico romano Ildebrando, poi divenuto papa Gregorio VII. Tutti furono influenzati dallo spirito di rinnovamento ecclesiastico. Con il pontificato di Leone IX, gli sforzi per centralizzare e ordinare gerarchicamente l'intera Chiesa guadagnarono slancio. Il papato cominciò a liberarsi dai suoi legami regionali con l'area dell'Italia centro-romana e si sviluppò in un potere di primato istituzionalmente ancorato. Leone IX viaggiò nell'Italia meridionale, in Germania e in Francia e visitò persino le regioni di confine dell'Ungheria. Durante il suo quinquennio di pontificato, dodici sinodi presieduti da lui personalmente si riunirono in Germania, Francia e Italia per discutere la riforma del clero. Lo sforzo di rinnovamento ecclesiastico fu sostenuto dall'imperatore Enrico III. Il suo governo era anche fortemente basato su norme ecclesiastiche e scritti canonici. Enrico combatté la simonia, e ai figli dei sacerdoti - probabilmente contro la volontà della maggior parte dei vescovi imperiali - non fu data la possibilità di ricoprire un ufficio vescovile. Al sinodo di Magonza dell'ottobre 1049 divenne chiara la stretta collaborazione tra le due massime potenze. Tuttavia, pochi anni dopo Leone non riuscì a ottenere l'appoggio di Enrico contro i Normanni in espansione nell'Italia meridionale. Il 18 giugno 1053, l'esercito papale subì una schiacciante sconfitta a Civitate, nella Puglia settentrionale, nella battaglia di Civitate. Leone cadde prigioniero dei Normanni e morì poco dopo la sua liberazione. L'anno seguente, Enrico fece elevare papa un suo fidato consigliere e lontano parente, il vescovo Gebeardo di Eichstätt, che prese il nome di Vittore II.

### Politica imperiale

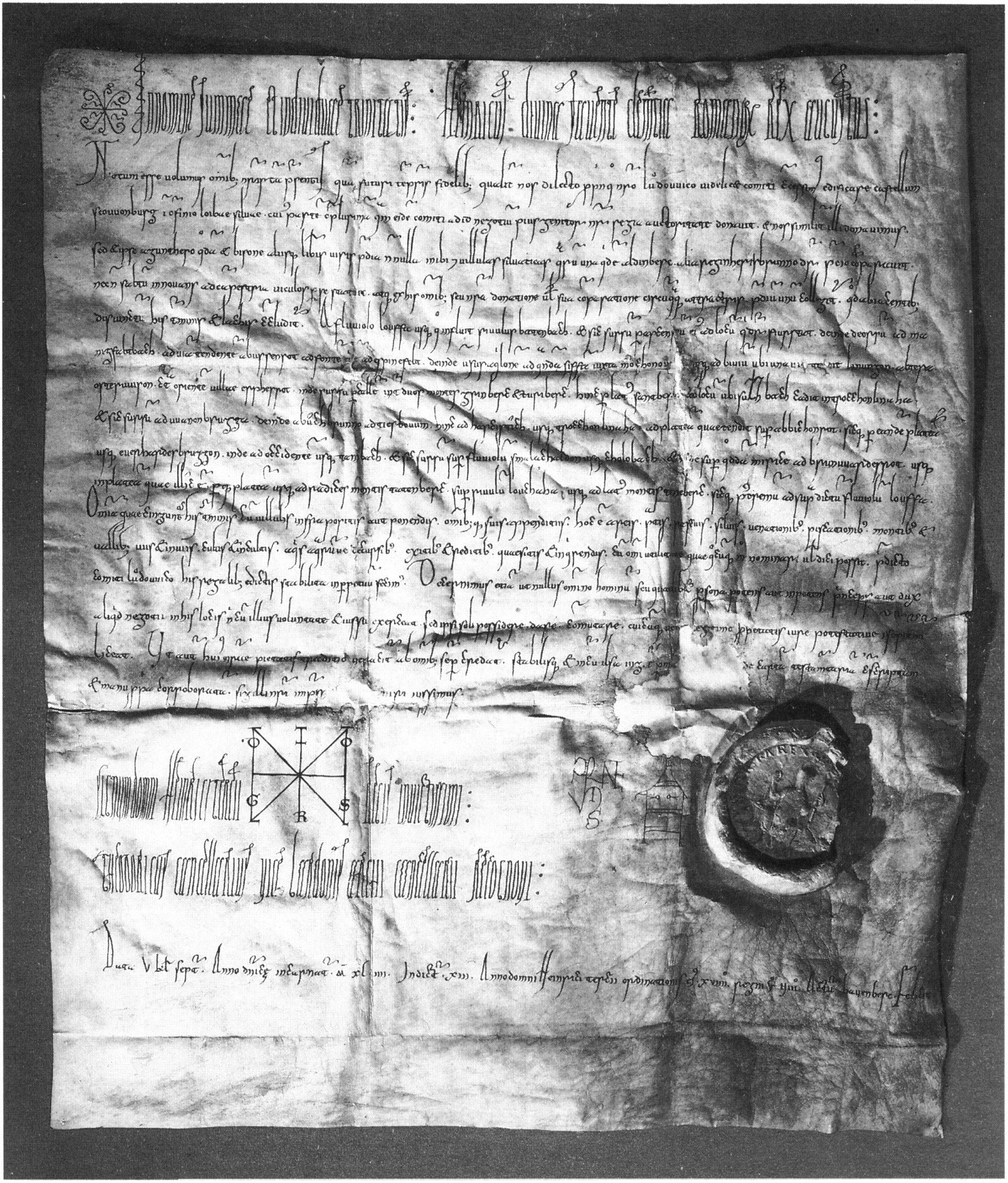
Documento di Enrico III per il conte Luigi il Barbuto di Schauenburg, 28 agosto 1044. Archivio di stato di Weimar

#### Adelspolitik
Quando il duca di Carinzia Corrado il Giovane morì il 20 luglio 1039, Enrico non si occupò di assegnare la circoscrizione a un nuovo duca. I tre ducati tedeschi meridionali di Baviera, Svevia e Carinzia erano così a disposizione del re; mai prima di allora un sovrano romano-tedesco aveva goduto di una base di potere così ampia quando arrivò al potere. Nel 1042, senza un'elezione da parte dei magnati locali a Basilea, la Baviera fu assegnata a Enrico VII, della stirpe delle Ardenne. Nel 1045, il re cedette la Svevia all'Azzone Ottone II. Enrico fu così in grado di espandere la sua posizione sul Basso Reno, perché Ottone gli diede l'isola di Suitbert (Kaiserswerth) e Duisburg. Il ruolo di primo piano degli Azzoni nella politica imperiale è visibile dalle deliberazioni di un gruppo di principi per nominare l'Azzone Enrico come successore di Enrico III quando quest'ultimo si ammalò così gravemente, nell'autunno del 1045, che la sua morte era data quasi per scontata; ciò non avvenne in quanto Enrico in quella occasione si riprese. Nel 1047 al conte svevo Guelfo IV fu concesso l'ufficio ducale di Carinzia. Tutti i duchi appena nominati non erano dei nativi nei loro ducati, il che li rese dipendenti dal sostegno dell'autorità centrale reale, impedendo in tal modo che la dignità ducale divenisse ereditaria e che si potessero creare delle dinastie ducali, mantenendo così l'originale concezione dei ducati come uffici.
Già nel 1047, però, i neo-duchi di Baviera e Svevia morirono. All'inizio del 1048 Enrico conferì il ducato di Svevia a Ottone (III) di Schweinfurt della stirpe francone dei Babenberg. Nel febbraio 1049, contro la consueta cooperazione nella scelta del duca con la nobiltà bavarese, la Baviera fu assegnata a un estraneo al ducato, l'Azzone Corrado. Dopo breve tempo sorsero delle tensioni tra l'imperatore e il nuovo duca bavarese. Secondo l'atto di fondazione dell'abbazia di Brauweiler, la ragione della successiva deposizione di Corrado fu il fatto che egli aveva rifiutato il matrimonio con una delle figlie dell'imperatore, preferendo un matrimonio con Giuditta di Schweinfurt, andando in tal mondo contro la volontà del sovrano. Tuttavia, è più probabile che la motivazione dei conflitti si trovi nelle diverse opinioni sulla politica ungherese di Enrico. La fazione aristocratica attorno al duca Corrado probabilmente cercò un accordo con gli ungheresi. Lo zio dell'imperatore, il vescovo Gebeardo III di Ratisbona, svolse un ruolo decisivo nella deposizione di Corrado. Gebeardo era visto come un esponente della fazione che voleva tenere una posizione ostile verso l'Ungheria. Sembra che fosse presente un'aperta ostilità tra Gebeardo e Corrado dal 1052 in poi. Enrico intraprese un'azione vigorosa contro l'opposizione in procinto di formarsi. Nella Pasqua del 1053, entrambe le parti furono convocate davanti al sovrano. Il verdetto contro Corrado venne pronunciato l'11 aprile durante un Hoftag a Merseburgo: egli fu ritenuto colpevole e deposto come duca di Baviera. Enrico quindi affidò al vescovo Gebeardo I il governo del ducato.
Nel 1053, il deposto duca Corrado riuscì a fuggire presso il nemico ungherese e a radunare e mobilitare ampie sezioni della Baviera contro il sovrano. Nel 1055, un gruppo di potenti principi dei ducati della Germania meridionale si unì contro il governo autoritario del re, tra cui il vescovo di Ratisbona, il potente duca Guelfo IV e il deposto duca Corrado I di Baviera. Le ragioni della sollevazione rimangono oscure, e i cospiratori progettarono addirittura di assassinare Enrico, a cui avrebbe dovuto succedere Corrado I. Il programmato regicidio rivela una forte tensione nel sistema imperiale: mai prima di allora si erano verificati eventi simili nei domini franco-tedeschi. Tuttavia, l'usurpazione fu ostacolata dalla morte improvvisa di Guelfo IV e Corrado I. Gli annali Niederaltaich attribuiscono questo fatto all'intervento divino. Secondo l'atto di fondazione dell'abbazia azzone di Brauweiler, che appartenne agli arcivescovi di Colonia dal 1051, Enrico avrebbe commissionato l'avvelenamento di Corrado al suo cuoco. Tuttavia, non ci sono fonti parallele che anche solo accennino a tali accuse, Il vescovo Gebeardo di Ratisbona fu convocato, condannato e imprigionato, ma fu presto rilasciato e tornò nella grazia imperiale l'anno successivo.

##### Deterioramento delle relazioni saliche-billunghiane

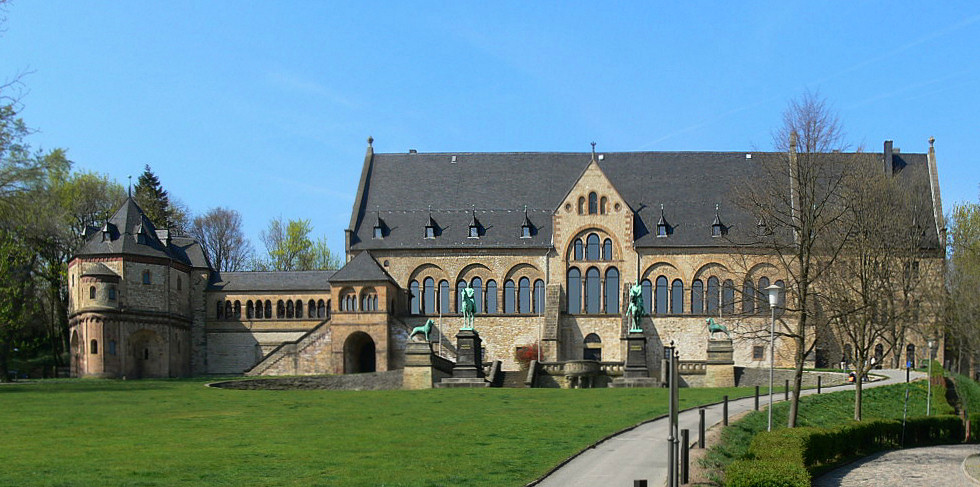
Il palazzo imperiale di Goslar con l'abbazia palatina di San Simone e Giuda divenne il centro spirituale della cappella di corte

Secondo l'opinione prevalente della moderna storiografia, le relazioni tra Enrico III e la Sassonia si deteriorarono. La Sassonia è stata considerata da Egon Boshof, Wolfgang Giese e Stefan Weinfurter il luogo della prima opposizione alla stirpe. Al contrario, Florian Hartmann ha recentemente analizzato il ducato di Sassonia e ha trovato un periodo quasi privo di conflitti in questa regione. L'idea della presenza sassoni ribelli sotto Enrico III si basa principalmente sull'uso di fonti scritte in un momento successivo, durante la guerra sassone consumatosi sotto il figlio del sovrano.
Durante i regni di Corrado II ed Enrico III, la relazione dei Salici con i Billunghi fu inizialmente caratterizzata dall'indifferenza e la Sassonia assunse il carattere di Stato tributario. Secondo Gerd Althoff, un evento nel 1047 segnò una svolta nelle relazioni Saliche-Billunghe. In quell'anno Enrico visitò l'arcivescovo Adalberto di Brema e soggiornò alla corte reale a Lesum. La ragione data da Adamo da Brema per questa visita era che il sovrano voleva «vagliare la lealtà dei duchi». In quell'occasione, l'imperatore fu salvato da un attentato organizzato dal conte Tietmaro Billung, fratello del duca Bernardo II di Sassonia. Il complotto fu rivelato a Enrico da uno dei vassalli del conte. La causa dovette essere risolta a Pöhlde con un duello giudiziario. Era insolito per un alto nobile come Tietmaro combattere contro il suo stesso vassallo, ma Enrico lo permise o lo esigette. Nel duello, il Billungo morì per le sue ferite, e successivamente il figlio dallo stesso nome catturò il vassallo e lo uccise, ma l'imperatore a sua volta si vendicò condannandolo all'esilio perpetuo e confiscando i suoi beni. La durezza e la coerenza con cui Enrico III agì contro il Billungo e suo figlio peggiorò le relazioni con l'intera stirpe sassone. Secondo Florian Hartmann, d'altra parte, questi eventi non provocarono alcun indignazione da parte dei Billunghi nei confronti del sovrano, anzi, sei mesi dopo, il duca Bernardo sostenne l'assegnazione di un Wildbanns alla chiesa di Brema.
Sotto Enrico iniziò un nuovo modo di trattare i conflitti tra il re e i grandi, che differiva notevolmente dalla pratica di governo dei tempi ottoniani. In un accordo amichevole, gli oppositori del re accettavano precedentemente di fare ammenda sottomettendosi alla fine delle dispute, dopodiché il re esercitava clemenza e perdono. Enrico III non accettò più questo rituale consolidato. Le conseguenze per gli interessati erano ora molto più dure. Per la prima volta sotto Enrico, la pena di morte fu imposta per i crimini di lesa maestà (contemptor imperatoris), cioè per qualsiasi ribellione contro il sovrano. Il comportamento e le reazioni dei Billunghi rendono chiaro che non approvavano la procedura usata contro i loro parenti. Anche l'energica espansione dei possedimenti imperiali in Sassonia, dove i Salici non possedevano beni patrimoniali, provocò molto risentimento. Tutti i tentativi dei re di potenziare la propria l'amministrazione e di portare avanti l'espansione del patrimonio imperiale incontrarono resistenze. Le proprietà sassoni furono utilizzate più intensamente per il mantenimento della corte reale. Secondo un cronista della Germania meridionale, la Sassonia si sviluppò nella "coquina imperatoris" (traducibile in "la cucina dell'imperatore").
Il palazzo reale era già stato trasferito da Werla a Goslar sotto Enrico II. Enrico III promosse Goslar con diversi privilegi, poiché l'estrazione dell'argento nelle vicinanze forniva al regno notevoli entrate. Il nuovo palazzo con l'annessa abbazia palatina di San Simone e Giuda divenne un luogo centrale dell'amministrazione imperiale. Tuttavia, le tensioni con i Sassoni si acuirono quando Adalberto fu nominato arcivescovo di Amburgo-Brema. Adalberto divenne un acerrimo oppositore dei Billunghi. Lui stesso, la sua chiesa e gli ecclesiastici sarebbero stati perseguiti dai Billunghi con forte ostilità. Fin dall'inizio, il duca Bernardo vide l'arcivescovo come un suo avversario, inviato nei suoi territori per controllarlo e per agire come spia, «per tradire le debolezze del paese agli estranei e all'imperatore».

##### Scontri in Lorena
In Lorena, il duca Gothelo aveva governato sia la Bassa Lorena sia l'Alta Lorena dal 1033. La sua morte, avvenuta il 19 aprile 1044, portò a forti tensioni tra Enrico e il figlio di Gothelo, Goffredo il Barbuto, sul piano di successione. Dalle scarse fonti, le circostanze concrete possono difficilmente essere chiarite. Secondo gli Annales Altahenses e Ermanno il Contratto, sembra che Goffredo abbia resistito alla volontà paterna così come al decreto del re. Gothelo aveva già trasferito ducato dell'Alta Lorena a Goffredo mentre era ancora in vita; tuttavia, la Bassa Lorena fu data al figlio minore Gothelo II, nonostante la sua codardia (ignavus) e incompetenza (quamvis ignavo). L'annalista di Niederaltaich, tuttavia, attribuisce chiaramente al solo re la decisione di assegnare il ducato della Bassa Lorena al figlio maggiore di Gothelo dopo la sua morte. Enrico III voleva assegnare solo l'Alta Lorena a Goffredo. Sembra che abbia usato la morte di Gothelo I come un'opportunità per rompere il sistema di potere del casato delle Ardenne in Lorena. Alla morte di suo padre nel 1044, Goffredo il Barbuto si oppose al volere regio e volle anche il ducato della Bassa Lorena. Goffredo fece leva sulla sua precedente posizione importante e probabilmente anche la volontà di suo padre. Come ulteriore argomento, il principio di idoneità può aver giocato un ruolo nelle successive dispute, poiché l'incapacità di Gothelo II, al quale il re conferì la Bassa Lorena, è attestata da Ermanno il Contratto.
Enrico rimase intransigente nei conflitti e pretese il riconoscimento di Gothelo II come duca, anche se Goffredo dichiarò la sua disponibilità a qualsiasi cosa gli fosse richiesta se solo avesse potuto mantenere entrambi i ducati. Per Enrico il carattere ufficiale della dignità ducale era determinante e, in ottemperanza alla sua sovranità sugli uffici ducali, disponeva dei poteri intermedi a sua discrezione. Nei conflitti che seguirono, sembra che Goffredo si alleò con il re di Francia Enrico I. Questo alto tradimento, come tramandano gli Annales Altahenses, è stato messo in dubbio da Egon Boshof in uno studio fondamentale.
Per decreto regio, Goffredo fu privato dei suoi feudi imperiali, il che significava la perdita delle due Lorene. Nell'inverno del 1044, Enrico iniziò la sua campagna. Allo stesso tempo, scoppiarono disordini in Borgogna, ma il re fu in grado di porvi fine senza grandi interventi e già nel gennaio 1045, Enrico fu in grado di accettare la sottomissione dei ribelli borgognoni. Durante i conflitti, Goffredo fu politicamente isolato. Enrico riuscì a conquistare alla sua causa le principali famiglie della Lorena, soprattutto gli Azzoni, ma anche i Lussemburgo. Anche l'episcopato lorenese si dimostrò un affidabile sostenitore del re. In un Hoftag a Goslar nella primavera del 1045, Enrico accettò l'omaggio di un figlio di Baldovino V delle Fiandre e gli trasferì un territorio di confine confinante con le Fiandre su cui Goffredo aveva una rivendicazione. In questo modo ottenne la neutralità di Baldovino, ma allo stesso tempo incoraggiò l'espansione delle Fiandre nell'Impero.
I conflitti militari si trascinarono a lungo, poiché una grave carestia costrinse le parti in guerra a limitare le loro azioni. Solo nel luglio 1045 Goffredo si sottomise e fu preso in custodia da Enrico a Giebichenstein. Una decisione in un Hoftag ad Aquisgrana nel maggio 1046 gli assegnò il ducato dell'Alta Lorena dopo la sua liberazione. A garanzia di una buona condotta futura, dovette dare in ostaggio suo figlio. La Bassa Lorena fu trasferita a Federico, per cui la stirpe a cui apparteneva, quella dei Lussemburgo, emerse come beneficiario della controversia, e in quel momento comandava due ducati ed era in grado di mantenere una posizione chiave nell'Alta Lorena con la diocesi di Metz. Intorno alla metà dell'anno, la situazione era considerata abbastanza calma e stabile da consentire a Enrico di poter fare i preparativi per l'Italienzug.
Goffredo apparentemente fece intensi sforzi per riconciliarsi con Enrico al di là della sua sottomissione. L'affronto deve averlo colpito ancora di più quando l'imperatore proclamò un'indulgenza sulla tomba dei principi degli apostoli - probabilmente in occasione della sua incoronazione a imperatore - e perdonò pubblicamente i suoi avversari e nemici, ma escluse espressamente Goffredo. L'esclusione dall'atto di perdono contraddiceva profondamente la politica imperiale di pace e illustra quanto profonda dovesse essere la diffidenza di Enrico verso Goffredo. Probabilmente dopo il ritorno di Enrico dall'Italia nel maggio 1047, Goffredo iniziò a prepararsi per una rinnovata ribellione. Goffredo, Teodorico IV d'Olanda, Baldovino V delle Fiandre e il conte Ermanno di Hainault si unirono in una coalizione, più per caso che per una pianificazione deliberata. Nei conflitti militari che seguirono, i palazzi imperiali di Nimega e Verdun furono distrutti. Enrico fu in grado di accerchiare la ribellione incontrando Enrico I di Francia e prendendo accordi con i danesi e gli anglosassoni, che promisero assistenza navale. L'anno seguente il sovrano riuscì a ribaltare la situazione. Teodorico IV d'Olanda fu ucciso nel gennaio 1049. Dopo che Goffredo fu scomunicato da papa Leone IX nel 1049, si sottomise al sovrano ad Aquisgrana nel luglio di quell'anno e dovette rinunciare al suo ducato. Il fatto che Goffredo trovasse ancora dei sostenitori tra i principi indica che essi consideravano certamente il diritto sulla Lorena. Goffredo fu imprigionato a Treviri sotto la custodia dell'arcivescovo della città Eberardo. In autunno, anche Baldovino di Fiandra fu sconfitto. Enrico aveva così superato il più grande pericolo del suo regno fino a quel momento e aveva raggiunto il suo obiettivo di spezzare un ducato sovradimensionato e sottoporlo a un migliore controllo da parte del potere centrale. A lungo andare, però, la situazione si rivelò svantaggiosa per l'impero: l'indebolimento del potere ducale lorenese fece sì che la nobiltà locale potesse essere controllata sempre meno. I successori di Goffredo nel ducato ormai diviso non avevano le basi di potere per rappresentare con forza gli interessi dell'impero. La frammentazione politica della regione di confine occidentale portò a una perdita di potere per l'impero, di cui il principale beneficiario fu il conte Baldovino V delle Fiandre.
Dopo il suo rilascio dalla prigione, Goffredo cercò un modo per stabilire una nuova posizione di potere. Senza consultare l'imperatore, sposò nel 1054 Beatrice di Tuscia, vedova del margravio Bonifacio di Canossa, assassinato nel 1052. L'enorme posizione di potere che raggiunse così nell'Italia settentrionale spinse Enrico a fare una seconda campagna in Italia nella primavera del 1055. Goffredo fuggì rapidamente per la sua patria in Lorena, e Beatrice e sua figlia Matilde furono catturate e condotte in Germania alla fine del 1055. Insieme a papa Vittore II, che era in carica dal 13 aprile 1055, si tenne a Firenze, a Pentecoste, un sinodo di riforma. Enrico conferì a Vittore il ducato di Spoleto e il marchesato di Fermo. Furono aperte delle trattative con i principati longobardi e con Bisanzio sul problema dell'espansione normanna, ma dei suoi esiti non si sa nulla. Nel novembre 1055, Enrico tornò in Germania ove morì poco dopo. L'obiettivo più importante, il consolidamento del suo dominio in Italia, era stato raggiunto. La questione normanna, tuttavia, è rimase irrisolta.

#### Politica ecclesiastica
Enrico III rafforzò le chiese episcopali a spese dei monasteri imperiali. Confermò il trasferimento di ex abbazie imperiali e monasteri privati ai vescovi di Bamberga, Bressanone, Minden, Colonia e Passavia. Tuttavia, ciò non significa che le misure per rafforzare i restanti monasteri imperiali fossero cessate. La protezione e la promozione di questi monasteri erano indissolubilmente legate al benessere e alla continua esistenza di re e impero (stabilitas regni vel imperii). La dotazione dei monasteri e dei conventi di possedimenti e diritti non solo serviva a garantire la salvezza del re, ma garantiva anche la continuità esistenza dell'impero.
Soprattutto, però, furono promosse le chiese episcopali dell'impero. Tra il 1049 e il 1052, Hildesheim ricevette sei importanti donazioni. Nello stesso periodo furono fatte tre donazioni ad Halberstadt. Seguendo la pratica governativa dei suoi predecessori, Enrico rafforzò la chiesa imperiale concedendo e confermando immunità, foreste, diritti di sovranità monetaria e contee. Di conseguenza, la chiesa imperiale era in grado di svolgere efficacemente i servizi al sovrano risultanti dalla donazione di beni e diritti e di adempiere al servizio regio (servitium regis). Gli arenga dei diplomi sottolineano occasionalmente che il sovrano deve prendersi cura di tutte le chiese dell'impero e sostenere ciascuna nel suo compito di servire Dio. In tutte le situazioni difficili durante il suo governo, la chiesa imperiale si rivelò un solido sostegno. Enrico esercitò un'influenza significativa sull'elevazione dei vescovi e dei capi delle abbazie e delle fondazioni imperiali. Le decisioni regie erano del tutto in linea con le correnti di riforma della chiesa. Nel piano di successione a Eichstätt nel 1042, Enrico non accettò Corrado, il candidato suggerito dal vescovo e zio Gebeardo III di Ratisbona, poiché figlio di un sacerdote. Enrico prestò anche attenzione all'alta qualità dei ministri di culto. Dovevano conoscere le leggi ecclesiastiche e applicarle nelle loro chiese. Introdusse un'innovazione significativa nel cerimoniale dell'elevazione dei vescovi: egli infatti fu il primo sovrano a usare l'anello accanto al bastone durante l'investitura. L'anello è un segno spirituale che simboleggia il matrimonio del vescovo con la sua chiesa. Sotto il figlio Enrico IV, questo atto portò a massicci conflitti con i rappresentanti della riforma gregoriana sotto il motto investitura per annulum et baculum (investitura con anello e bastone).
Fino al 1042, anno della sua morte, Poppone, il patriarca di Aquileia, condusse una politica territoriale ed ecclesiastica ampiamente indipendente, caratterizzato da aspri conflitti, anche di politica estera, in cui aveva coinvolto anche il sovrano Corrado II. Nel 1027 fece distruggere la rivale Grado per affermare la sua pretesa di patriarca, e ciò avvenne di nuovo nel 1044, minacciando uno scontro aperto con Venezia, sul cui territorio Grado si trovava. Infatti, dopo la morte di Poppo, la città riconquistò Grado. Karl Schmid è uno dei pochi a commentare questo evento poco studiato: «Sintomatico per quanto riguarda Aquileia e il suo primato come patriarcato è che Enrico III non abbia continuato la politica antigradense e quindi anti-veneziana di Poppo dopo la sua morte».
L'intreccio della cappella di corte con la chiesa imperiale fu ulteriormente rafforzato sotto Enrico, e l'efficienza della cappella di corte nel servizio reale raggiunse il suo apice. Nel 1040, le alte cariche furono riorganizzate. Dal 965 l'arcivescovo di Magonza aveva ricoperto la più alta carica ecclesiastica della cappella di corte con la dignità di arcicappellano e in tale veste fu anche arcicancelliere del regno franco-tedesco orientale. Al tempo di Enrico, l'arcivescovo Bardo di Magonza era sempre più menzionato nei documenti in qualità di arcicancelliere. L'ufficio di arcicapellano era separato da quello di arcicancelliere ed infine il titolo di archicapellanus fu sostituito interamente da capellarius. Allo stesso tempo, la funzione di cappellano capo nella cappella di corte era esercitata da un importante ecclesiastico di corte, e questo era molto più soggetto agli ordini del sovrano ed era costantemente presente a corte. Ciò aumentò l'efficacia dell'amministrazione. Con l'estinzione della carica di arcicappellano, l'arcicancelliere si spostò ai vertici degli uffici del tribunale ecclesiastico. L'arcicancelliere per la Germania, l'arcivescovo di Magonza, ebbe il privilegio di sedere accanto all'imperatore (primatus sedendi), documentando così la sua superiorità sugli altri grandi del regno. L'arcivescovo Ermanno II di Colonia ricopriva la carica di arcicancelliere per la parte italiana dell'impero. Per la Borgogna, Enrico III introdusse un'apposita carica di arcicancelliere e la affidò all'arcivescovo Ugo di Besançon.

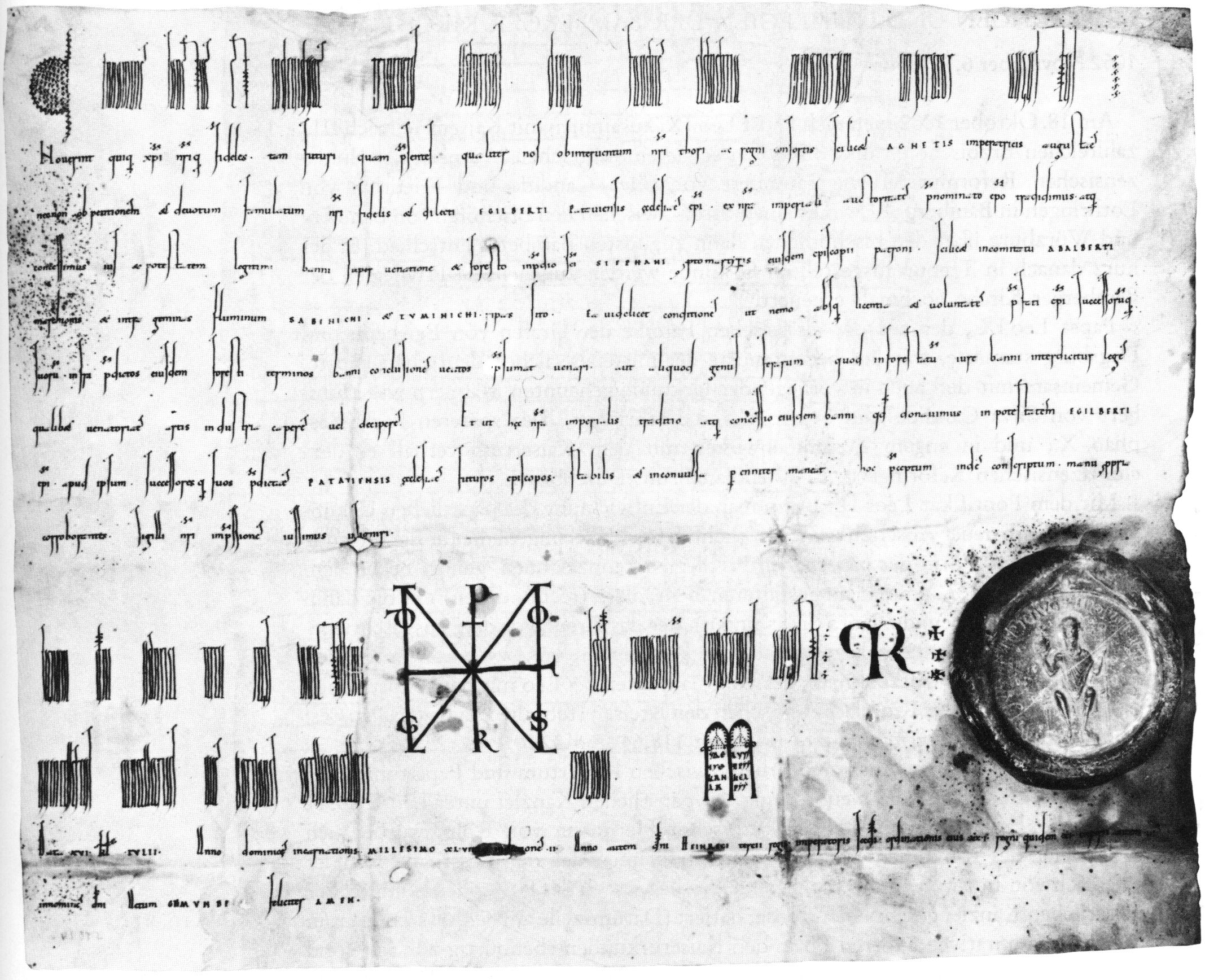
Documento di Enrico III per il vescovo Egilberto di Passavia, emesso il 16 giugno 1049. Monaco di Baviera, Bayerisches Hauptstaatsarchiv, Kaiserselekt 372

Con la fondazione di un'abbazia palatina nel suo palazzo preferito Goslar e a Kaiserswerth, Enrico III portò una connessione ancora più stretta tra il centro del potere reale e la chiesa, e ampliò la base del personale della cappella di corte reale. Il palazzo di Goslar con il monastero palatino di San Simone e Giuda divenne il più importante centro di formazione di alti prelati. Sono stati conservati nove documenti per il monastero di palatino, in cui sono riportate ricche dotazioni al capitolo del monastero. Con gli apostoli Simone e Giuda, Enrico scelse i santi del suo compleanno (28 ottobre) come patroni del monastero. L'importanza che Enrico attribuiva al suo compleanno è insolita per un sovrano medievale, poiché a quel tempo non era il giorno della nascita ma quello della morte - essendo l'inizio della vita in Dio - ad essere importante.
Sotto Enrico III, un numero particolarmente rilevante di cappellani fu nominato vescovo. I “cappellani-vescovi” dovevano essere garanti di legami particolarmente stretti tra le chiese episcopali e la corte del sovrano. I cappellani, che erano attivi nell'amministrazione e nella regolazione della giustizia, compirono diverse azioni in questo campo. L'efficienza della cancelleria di corte fece sì che la carta reale medievale raggiungesse il suo apice in questo periodo.

### Programma per la pace
Salvaguardare la legge e la pace erano tra i doveri più importanti del re. L'dea della "pace attraverso il dominio" ha origine nel mondo antico e fu ampiamente discussa nell'alto Medioevo, ma cadde in secondo piano nel periodo ottoniano. Con Enrico questa idea tornò alla ribalta. L'idea centrale della sua regalità era l'idea di pace. Nel Tetralogus di Wipo, il sovrano è chiamato ad affrontare energicamente il compito imperiale dell'ordine. Egli avrebbe dovuto condurre il mondo intero (totus orbis) alla pace globale (pax) che fosse gradita e voluta da Dio. Il re è celebrato come «l'autore della pace» (auctor pacis) e come «speranza del mondo» (spes orbis). La penitenza e la misericordia erano tra le basi degli ordini di pace di Enrico. Il suo pianto penitente era anche sempre collegato al comando di una pace generale per tutti. Già a proposito del suo soggiorno in Borgogna nel 1042, i cronisti riferiscono che aveva assicurato la pace, senza però dare informazioni più dettagliate sulla natura delle sue azioni. Al sinodo di Costanza nell'ottobre 1043, poche settimane dopo la vittoriosa campagna ungherese, Enrico esortò il popolo alla pace e, alla fine di questo concilio, emise un editto reale che ordinava «una pace non conosciuta da molti secoli». Non si sa quale sia stato il modello di questa idea di pace: forse si trattava di un'ispirazione dall'area franco-borgognone meridionale, dove il movimento della pace di Dio si era diffuso in lungo e in largo. Nell'unione dei vescovi e dei principi, certi gruppi di persone e certe feste e periodi di tempo della chiesa erano posti sotto una protezione speciale (pax Dei e treuga Dei). La pronunciata pietà del secondo sovrano salico e l'origine borgognona di sua moglie, anch'essa descritta come estremamente pia, suggeriscono di influenze da questo lato. Tuttavia, a differenza del movimento della pace di Dio, questa pace non doveva assolutamente essere decisa insieme ai grandi dell'impero, ma esclusivamente per decreto sovrano.
Attacchi particolarmente violenti a questo concetto di pace vennero dai circoli ecclesiastici. In una lettera del 1043, l'abate Sigfrido di Gorze sostenne che Enrico stava commettendo un peccato sposando Agnese. Lo scopo della lettera era soprattutto quello di dimostrare che Enrico e Agnese erano troppo tra di loro imparentati e che il matrimonio previsto era quindi canonicamente inammissibile. Sigfrido descrisse come erronea e perniciosa l'argomentazione della corte che l'impero tedesco e quello borgognone potessero così essere uniti in una grande unità di pace. L'abate parlò di una pace perniciosa (pax perniciosa) perché avvenne in sprezzo delle leggi canoniche e quindi divine.

### Successione al trono e morte prematura

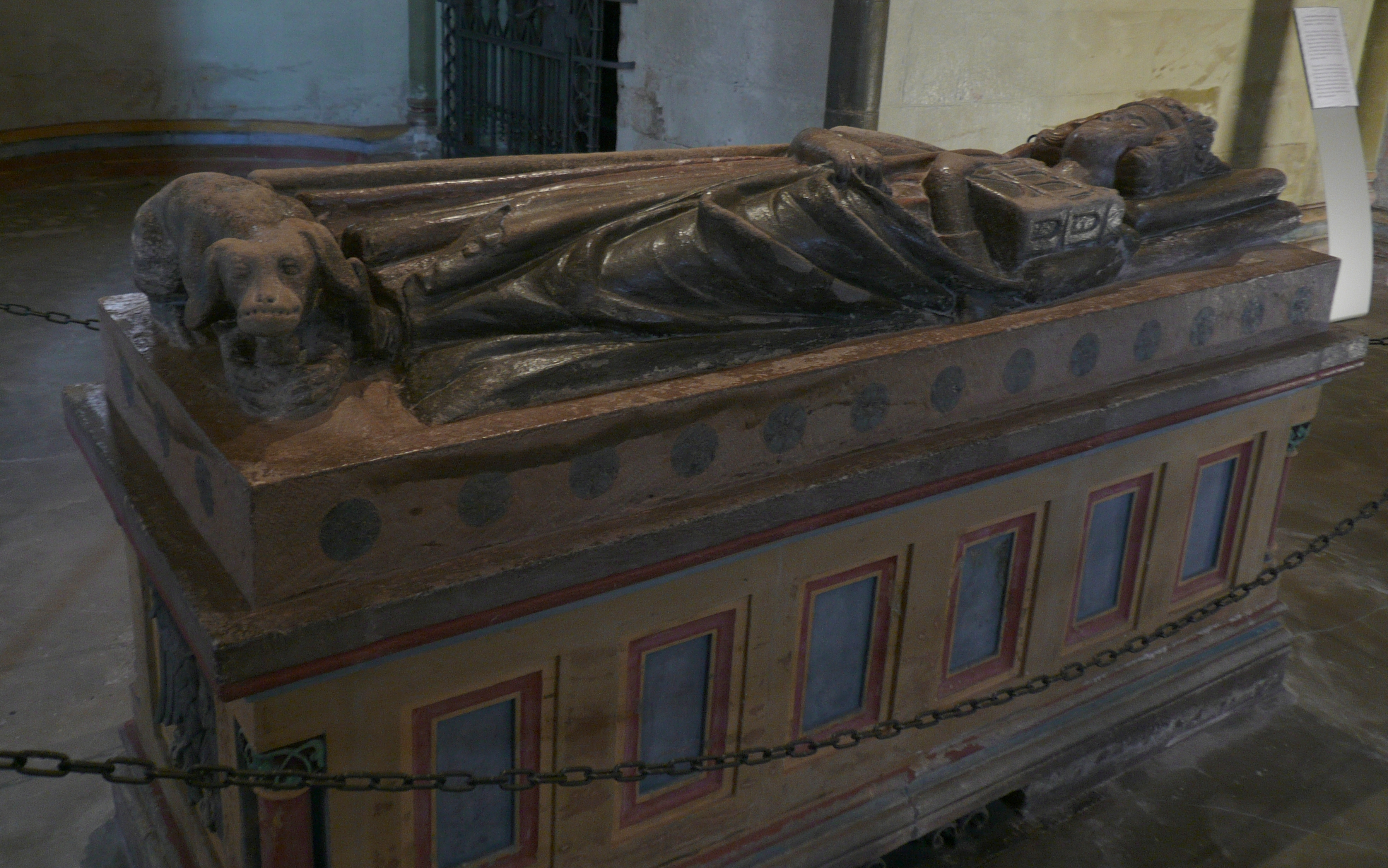
Bara di Enrico III con il cuore e le viscere nella cappella palatina di Goslar di Sant'Ulrico

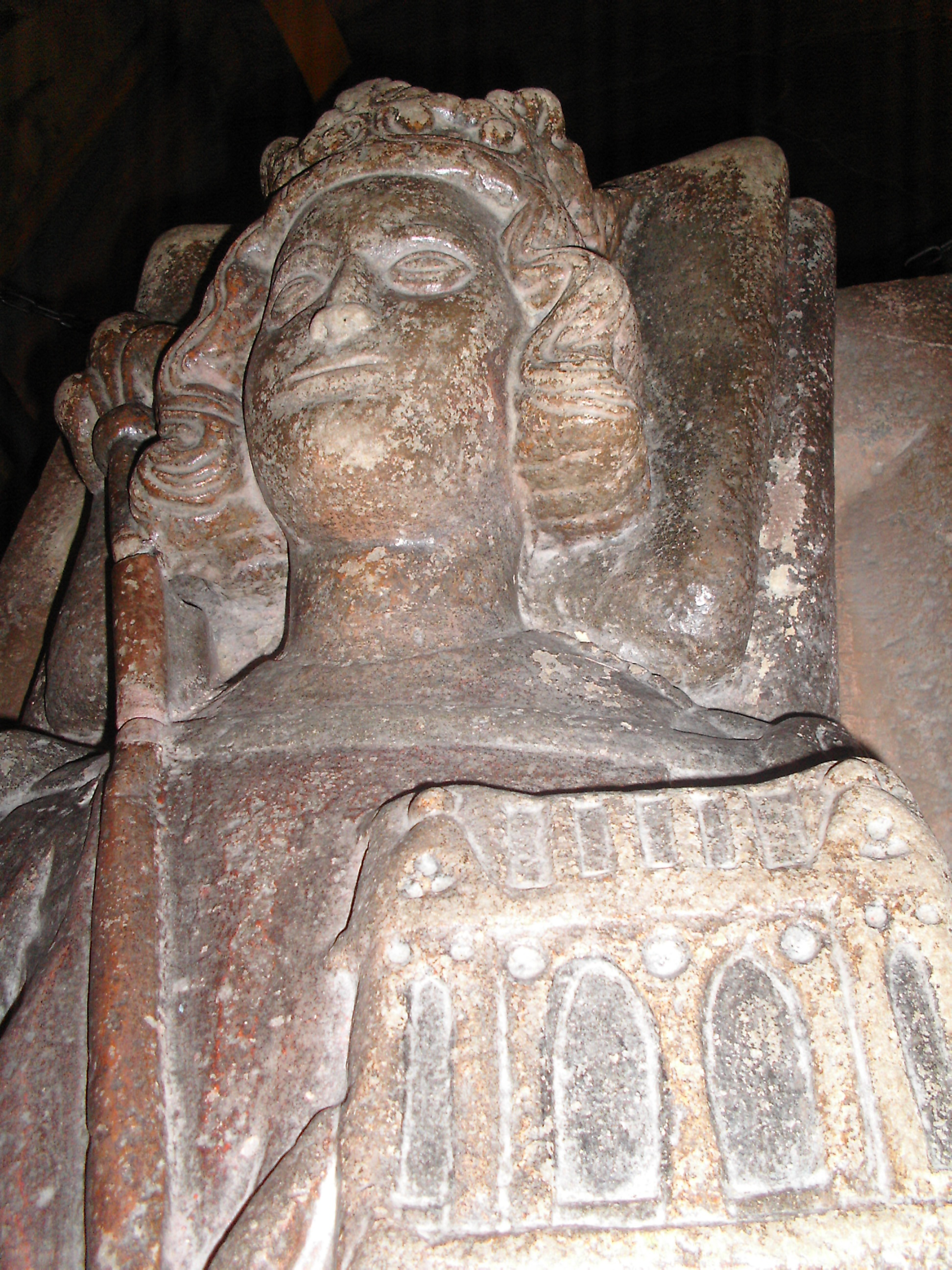
Enrico III, dettaglio del sarcofago, cappella palatina di Goslar di Sant'Ulrico.

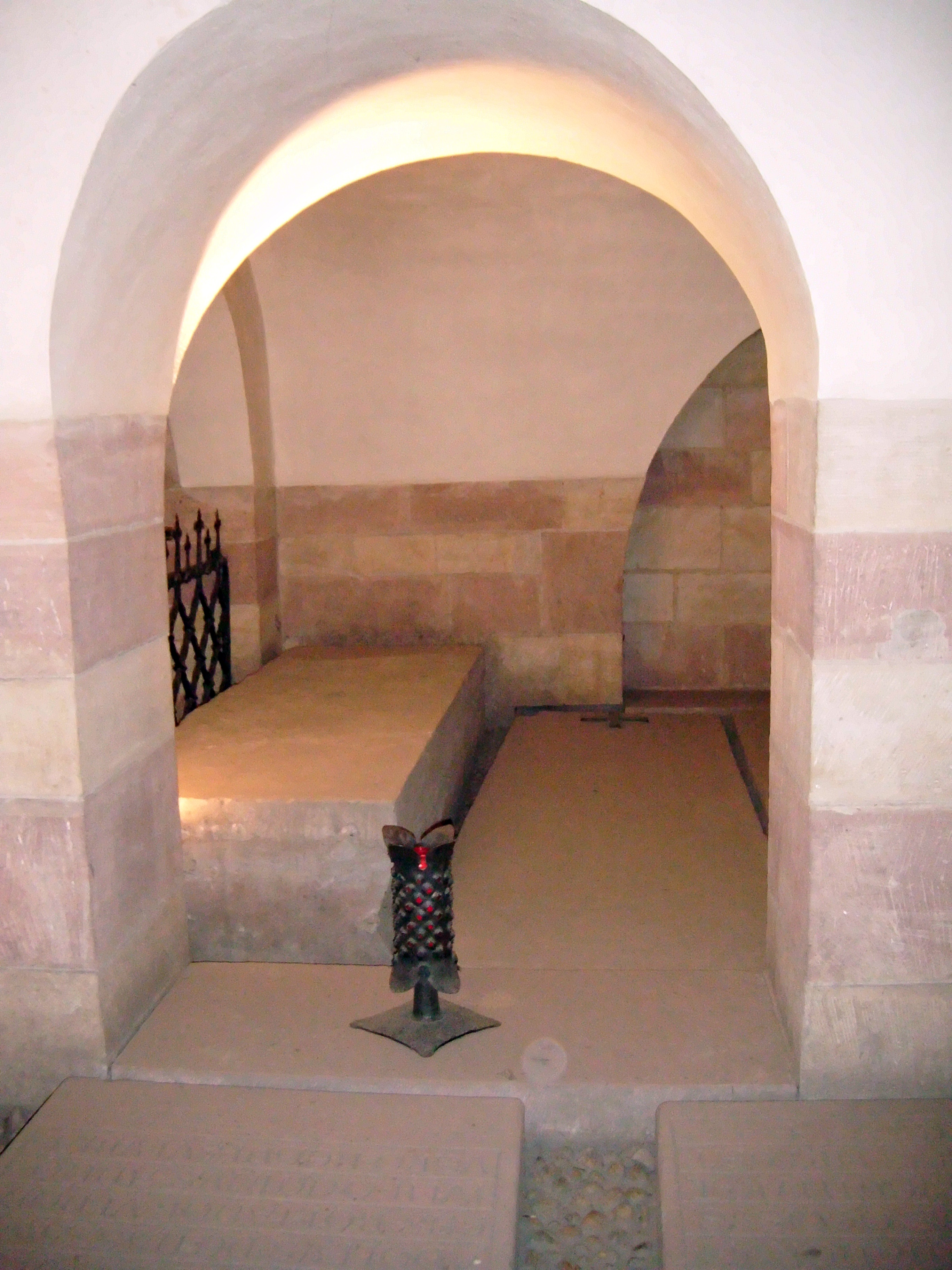
Cattedrale di Spira, tombe dell'imperatore Enrico III (posteriore a destra) e Enrico IV (indietro a sinistra)

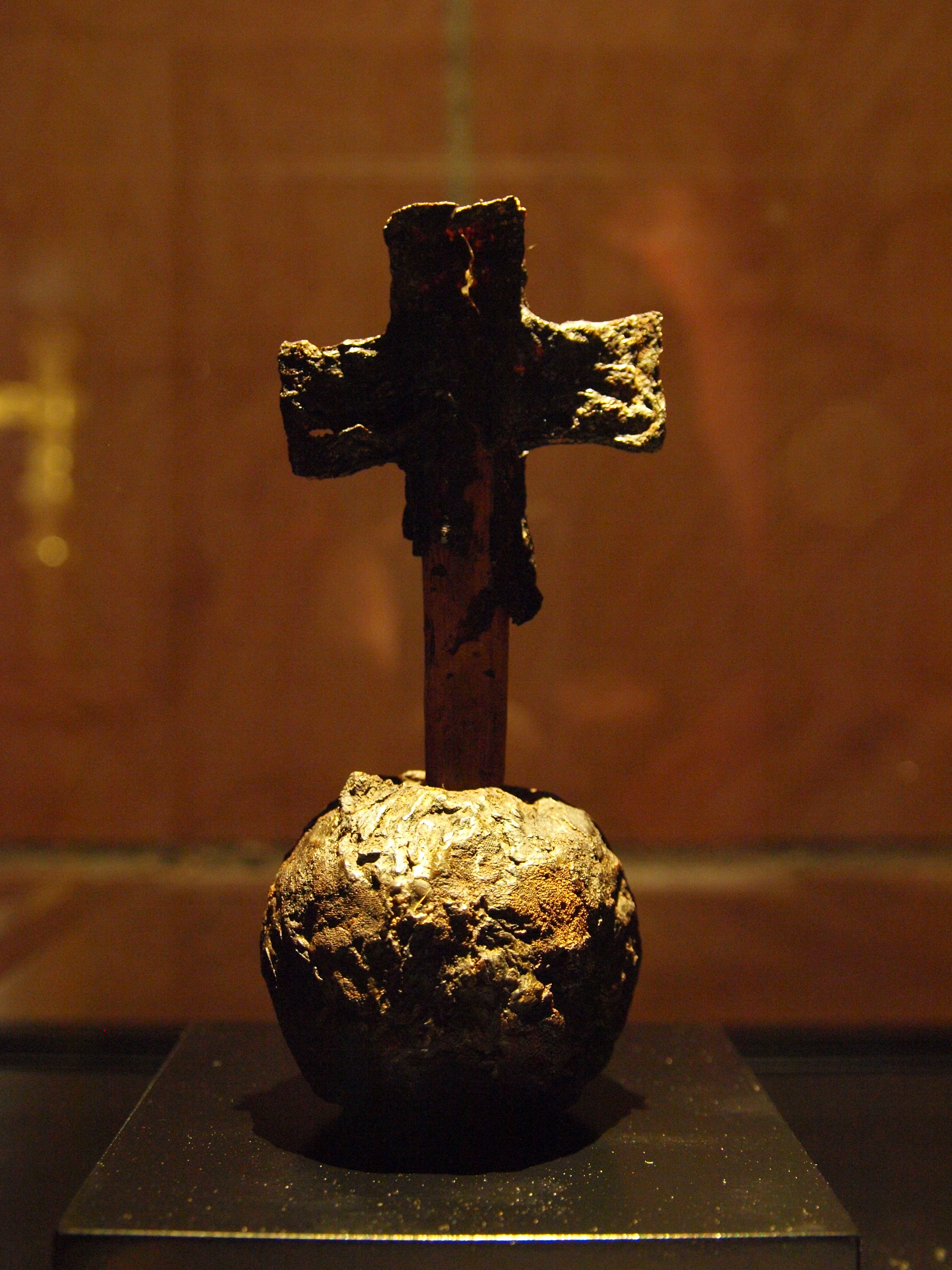
Sfera imperiale dall'inventario delle sepolture di Spira.

Dal suo primo matrimonio con Gunilde, Enrico ebbe una figlia di nome Beatrice. Il suo secondo matrimonio generò Adelaide (1045), Gisela (1047) e Matilde (1048). In maniera esemplare, la coppia si occupò della cura della memoria dei Salici nei conventi femminili sassoni. All'età di sette anni, Beatrice divenne badessa dei monasteri di Quedlinburg e Gandersheim nel 1044/45. Adelaide fu affidata al convento di Quedlinburg per l'istruzione e in seguito guidò Gandersheim e Quedlinburg come badessa per più di 30 anni.
Nel 1047, l'arcivescovo Ermanno II di Colonia chiese di pregare per la nascita di un figlio per l'imperatore. L'11 novembre 1050, dopo sette anni di matrimonio, nacque il tanto atteso presunto erede al trono. La sua nascita è stata accolta con un sospiro gridato alla fine. I genitori scelsero il nome del nonno, Corrado, per il figlio. Il giorno di Natale del 1050, il padre fece giurare ai grandi del regno presenti la fedeltà al figlio ancora non battezzato. A Pasqua (31 marzo 1051), l'arcivescovo Ermanno battezzò il neonato a Colonia. L'abate riformista Ugo di Cluny assunse il ruolo di padrino e supplicò che il bambino fosse ribattezzato Enrico. La scelta di Ugo come padrino dell'erede al trono testimonia gli stretti legami della casa regnante salica con le correnti religiose dell'epoca. Quando l'imperatore nel 1053 fece eleggere suo figlio di tre anni come suo successore nel palazzo regio di Trebur (a sud di Magonza, sulla riva destra del Reno), gli elettori espressero una riserva senza precedenti nella storia delle elezioni reali: essi infatti volevano seguire il nuovo re solo se fosse diventato un sovrano giusto (si rector iustus futurus esset). Un anno dopo, il bambino fu incoronato e consacrato re dall'arcivescovo Ermanno di Colonia ad Aquisgrana il 17 luglio 1054. Poco dopo fu organizzata anche la successione del secondogenito Corrado, nato nel 1052, e perciò gli fu conferito il ducato di Baviera. Il secondogenito era probabilmente inteso come "riserva di personale" per la successione del primogenito, che non poteva più essere contestata. Nell'estate del 1054 Agnese diede alla luce un'altra figlia, Giuditta. Dopo che il secondo figlio, Corrado, era già morto il 10 aprile 1055, Enrico trasferì il ducato privato iure il ducato bavarese a sua moglie nel 1055 per un periodo indefinito, senza prendere in considerazione i diritti elettorali dei grandi.
Enrico III organizzò anche il successivo matrimonio del suo successore in modo vincolante. Nel Natale del 1055, l'erede al trono fu promesso a Zurigo a Berta della stirpe dei Savoia/Arduinici. Il matrimonio servì a rafforzare il margraviato di Torino contro la stirpe ducale e margraviale lorenese-canossiana, ostile ad Enrico, e a legarla alla casa imperiale salica.
Enrico morì inaspettatamente il 5 ottobre 1056 all'età di 39 anni dopo una breve e grave malattia nel palazzo reale di Bodfeld nelle montagne dell'Harz, dove era stato a caccia. Sul letto di morte, si assicurò un'ultima volta che i grandi confermassero la successione al trono di suo figlio eleggendolo di nuovo. Secondo gli annali di Niederaltaich, l'impero aveva goduto di pace e tranquillità «quando Dio, per l'ira dei nostri peccati, inflisse la grave malattia all'imperatore che aveva donato». Gli organi interni furono sepolti nella chiesa palatina di San Simone e Giuda a Goslar. Il corpo fu trasferito a Spira e sepolto al fianco del padre il 28 ottobre 1056. Entrambe le chiese erano state curate in modo speciale da Enrico, e a Spira in particolare la sua memoria fu particolarmente tenuta nel periodo successivo.
In un necrologio (Necrologium Benedictoburanum) sono annotate le sue donazioni più importanti alla chiesa di Spira. In Goffredo da Viterbo, Enrico è registrato per la prima volta con l'epiteto niger (il Nero). Nel XIX secolo, l'epiteto scomparve gradualmente. Gli affari di stato del figlio omonimo di Enrico furono inizialmente portati avanti da sua madre Agnese di Poitou. Tuttavia, il suo governo fu sempre più criticato, specialmente dagli ecclesiastici riformisti come l'arcivescovo Annone di Colonia.

## La figura

### Giudizi dei contemporanei
Le valutazioni dei contemporanei danno un quadro incoerente. A differenza di suo padre, Enrico III non ebbe uno storiografo che avrebbe dominato il giudizio dei posteri. Lo storiografo e maestro di corte di Corrado, Wipo, descrisse i compiti del sovrano nel suo Tetralogo, una specie di speculum principis imperiale presentato nel Natale del 1041, e nei suoi Proverbia, in cui descrisse i tratti fondamentali dell'etica regia. L'istruzione, la scienza e la saggezza appaiono qui come prerequisiti fondamentali per un governo giusto. Nelle sue lettere dedicatorie, Bernone di Reichenau definisce Enrico come un invincibile portatore di pace, come il più gentile e giusto sovrano del mondo e come un propagatore della fede e della gloria dei re. Dal regno di Enrico sperava l'inizio di una nuova era di armonia e pace. Le poesie elogiative definiscono Enrico un sovrano amante della pace, e lo paragonano al re Davide dell'Antico Testamento. Sebbene questo paragone si possa già trovare in epoca merovingia e carolingia, ed anche Enrico II e Corrado II erano già stati lodati come dei novelli Davide, il riferimento al sovrano degli israeliti divenne frequente sotto Enrico III. Davide, figura che Wipo spesso accostò al suo allievo e sovrano, era associato all'idea dell'inizio di un'età dell'oro. I Carmina Cantabrigiensia contengono due canti di Davide. Anche Pier Damiani, riformatore e studioso presso la corte pontificia, celebrò Enrico come il restauratore dell'età d'oro di Davide.
In netto contrasto con le opere scritte nel cerchio di potere reale, sono presenti alcuni scritti per lo più successivi, che provengono dalla cerchia dei riformatori della chiesa nel contesto della riforma gregoriana, che esprimono critiche ai provvedimenti di Enrico a Roma. Nello scritto De ordinando pontifice (traducibile in "A proposito dell'elevazione papale"), ad Enrico viene negato con veemenza il potere di deporre o nominare un papa, perché preti, vescovi e papi sono posti al di sopra di tutti i laici. Una critica simile è stata tramandata nei Gesta episcoporum Leodicensium (traducibile in "atti dei vescovi di Liegi"), in cui si dice che il vescovo Wazo di Liegi avrebbe condannato la deposizione di Gregorio VI, poiché il papa non poteva essere giudicato da nessuno sulla Terra. Questa è la prima prova a noi pervenuta circa il dibattito sulla posizione e sulla legittimità del re, che iniziò a metà dell'XI secolo, conflitto d'idee che portò a far sì che la sacralità del sovrano iniziasse a differenziarsi da quella del clero, per poi infine svalutarsi.
Lo stile di governo di Enrico, tuttavia, non attirò solo le critiche dei riformatori della chiesa: secondo il racconto del monaco Otlone di Sant'Emmerano nel suo Liber Visionum (traducibile in "Libro delle visioni"), scritto intorno al 1063, Dio stesso punì l'imperatore con la morte perché ignorava l'importante virtù di un sovrano, l'aiuto ai poveri e il prendersi cura dei loro problemi, preferendo a ciò le transazioni di denaro, cioè un'occupazione che era l'opposto del comportamento del sovrano ideale. Dedicarsi alle preoccupazioni dei supplicanti in qualità di sovrano si rivelò essere un serio punto di critica nella seconda metà dell'XI secolo quando si trattò dell'adeguatezza della regalità.
Le critiche provenivano anche da un lato completamente diverso: i grandi dell'impero erano infatti insoddisfatti dello stile di governo del sovrano salico. I contemporanei di Enrico notarono la crescente durezza del sovrano nel suo rapporto con gli avversari. Il cronista Ermanno il Contratto scrisse a proposito nel 1053: «In quel tempo tanto i grandi dell'impero quanto i meno potenti criticavano sempre più spesso l'imperatore, lamentandosi che da tempo si era allontanato dall'atteggiamento iniziale di giustizia, amore per la pace, pietà, timore di Dio e molteplici virtù, nelle quali avrebbe dovuto progredire quotidianamente, sempre più verso l'egoismo e la negligenza dei suoi doveri, e presto sarebbe stato molto peggio». Tuttavia, non ci sono pervenuti fonti sulle azioni specifiche del sovrano che provocarono questa critica.
Nei suoi annali, il conservatore Lamberto di Hersfeld si preoccupava della conservazione dei vecchi valori monastici e politici cristiani che vedeva ancora incarnati nel regno di Enrico III. Tuttavia, Lamberto notò anche un profondo risentimento in Sassonia dopo la morte del sovrano a causa del comportamento di Enrico. Nel 1057 egli riferisce che era in progettazione dei piani dei principi sassoni di assassinare il giovane Enrico IV. Il motivo addotto erano le ingiustizie inflitte ai sassoni da suo padre: si temeva infatti che il figlio avrebbe seguito le orme del padre nel carattere e nello stile di vita.

### Storia della ricerca
Enrico III è stato anche giudicato in modo molto diverso negli studi storici. Ciò è dovuto, da un lato, al quadro incoerente delle fonti e, dall'altro, alle controversie sul significato e le conseguenze della cosiddetta lotta per le investiture, che segnò il regno del figlio e successore. L'epoca di Enrico III era ed è considerata da molti storici un punto culminante nella storia imperiale del Medioevo. Per gli storici del XIX secolo, il dominio imperiale tedesco raggiunse il suo apice sotto Corrado II e specialmente sotto suo figlio. Albert Hauck scrisse nella sua Kirchengeschichte Deutschlands che, dopo Carlo Magno, la Germania non ebbe un sovrano più potente di Enrico. Ernst Steindorff giunse a un giudizio molto equilibrato nei suoi Jahrbüchern des deutschen Reiches: in essi cercò sempre di considerare diverse prospettive per i singoli eventi; la sua conclusione sottolineava la posizione di Enrico III tra suo padre, che aveva innalzato «la nazione e l'impero a un [alto] livello di potenza e prosperità», e la «disintegrazione dell'impero, della dinastia e della nazione», che Steindorff situò al tempo dei successori di Enrico.
La morte prematura di Enrico all'età di 39 anni è stata a lungo considerata dagli storici come una «catastrofe della immense proporzioni» per l'impero. Paul Kehr riteneva che Enrico avesse combattuto valorosamente tutti i pericoli in quanto aveva reso innocua l'alleanza lorenese-canossiana e aveva tenuto il papato sotto il suo controllo; di conseguenza, per lo studioso il giorno della morte di Enrico III fu "un giorno nero per la storia tedesca". Il giudizio favorevole su Enrico III raggiunse il suo apice nel 1956 con Theodor Schieffer. Tutt'oggi, tutte le ricerche fanno riferimento al lavoro di Schieffer, anche se giungono a conclusioni diverse. Schieffer definì la morte di Enrico come una «catastrofe della immense proporzioni»; inoltre, per lo studioso, Enrico fu una «figura chiave nella storia imperiale e della Chiesa».
Nella seconda metà del XX secolo, la ricerca ebbe una svolta nella valutazione del secondo sovrano salico. Nel 1979, Egon Boshof ha descritto un quadro di un impero in crisi durante la seconda metà del regno di Enrico: lo «stile di governo sempre più autocratico» di Enrico III fu osteggiato dai principi, che avrebbero contrapposto a questo modello la tradizionale pretesa di partecipare al governo. La discussione che iniziò «sul giusto rapporto tra potere reale e potere spirituale» gradualmente si espanse «in ultima analisi in un attacco ai fondamenti della regalità teocratica». Seguendo le scoperte di Boshof, Friedrich Prinz trasse «una conclusione piuttosto sobria» per il regno di Enrico: nella sua interpretazione, Prinz si è concentrato maggiormente sulla personalità di Enrico e sulle sue decisioni. Nella sua politica riguardo alla scelta dei propri uomini, il re non fu particolarmente fortunato quando si trattava di affidare gli uffici ducali. Per gli ultimi anni, Prinz ha notato quasi una «condizione da guerra civile».
Stefan Weinfurter ha incorporato la sua presentazione storico-strutturale in un concetto di "configurazioni di ordine" conflittuali. I rituali nell'ambito delle "configurazioni di ordine" propugnate dal re, come il cosiddetto "pianto penitente", il pianto rituale, eseguito pubblicamente, del sovrano, e il suo ordine di pace basato sull'imitazione di Cristo, persero così il loro potere integrativo e andarono fondamentalmente contro altre idee contemporanee: emersero infatti altre "configurazioni di ordine" e, a lungo andare, anche applicate, come il "principio consensuale" che si sviluppò dal fondamento aristocratico del governo, cioè la partecipazione dei principi agli affari dell'impero. Lo stesso vale per il "pensiero funzionale dell'ordine" valido negli ambienti ecclesiastici, la divisione della società in gruppi funzionali, che non assegnava più al re un posto nell'ordo ecclesiasticus e contribuiva così a una desacralizzazione. In una delle panoramiche più recenti, Egon Boshof considera tuttavia il regno di Enrico «indiscutibilmente una delle epoche più gloriose della storia medievale», perché «nel suo regno fu completato l'ordine dell'armoniosa interazione del potere secolare e spirituale».
Più recentemente, Enrico III è tornato al centro della ricerca. Questo si spiega soprattutto con la discussione pubblicamente percepita sul suo anno di nascita, 1016 o 1017, e il giubileo associato. Nel 2015 sono iniziati i lavori sulle regesta del secondo re salico. L'anniversario della nascita è stato celebrato a Bochum nell'ottobre 2016 con una conferenza specialistica. Nel 2017, una serie di conferenze si è tenuta nel palazzo imperiale di Goslar in occasione del presunto millesimo anniversario della nascita di Enrico III (probabilmente nacque nel 1016, non nel 1017). Dal 3 settembre 2017 al 28 febbraio 2018, il palazzo imperiale di Goslar ha ospitato la mostra 1000 Jahre Heinrich III. Die ‚Kaiserbibel‘ zu Gast in Goslar. Tra i reperti presi in prestito, ha figurato l'evangelario Codex Caesareus Goslariensis, redatto intorno al 1050.

## Famiglia e figli
Egli sposò Gunilde, figlia di Canuto il Grande della stirpe di Gorm. Essi ebbero:
- Beatrice (1037 – 13 luglio 1061) dal 1043 badessa di Gandersheim e dal 1044 badessa di Quedlinburg.

Egli sposò in seconde nozze Agnese di Poitou, figlia del duca d'Aquitania Guglielmo V della stirpe dei Ramnulfidi. Essi ebbero:
- Matilde (1045 – 12 maggio 1060), che nel 1059 sposò Rodolfo di Rheinfelden, duca di Svevia;
- Adelaide II (1046/47 – 11 gennaio 1096), dal 1061 badessa di Gandersheim e dal 1063 badessa di Quedlinburg;
- Gisella (1048 – prima del 1058);
- Enrico IV (1050 – 1106), duca di Baviera, re dei Romani dal 1056, imperatore dal 1084 al 1106;
- Corrado di Baviera (1052– 1055), duca di Baviera dal 1054 al 1055;
- Giuditta Maria (ca 1054– circa 1092), che sposò nel 1063 Salomone, re d'Ungheria; si risposò nel 1089 con Ladislao I Herman, principe di Polonia.

## Ascendenza
|                      |                     |                         | Genitori               |  |  | Nonni |  |  | Bisnonni             |  |  | Trisnonni        |  |
|                      |                     |                         |                        |  |  |       |  |  | Ottone I di Carinzia |  |  | Corrado il Rosso |  |
|                      |                     |                         |                        |  |  |       |  |  | Ottone I di Carinzia |  |  | Corrado il Rosso |  |
|                      |                     | Liutgarda di Sassonia   |                        |  |  |       |  |  | Ottone I di Carinzia |  |  |                  |  |
| Enrico di Spira      |                     |                         |                        |  |  |       |  |  | Ottone I di Carinzia |  |  |                  |  |
|                      |                     | Giuditta di Carinzia    | Enrico di Baviera      |  |  |       |  |  |                      |  |  |                  |  |
|                      |                     | Giuditta di Carinzia    | Enrico di Baviera      |  |  |       |  |  |                      |  |  |                  |  |
|                      |                     | Giuditta di Carinzia    | …                      |  |  |       |  |  |                      |  |  |                  |  |
| Corrado II il Salico |                     | Giuditta di Carinzia    |                        |  |  |       |  |  |                      |  |  |                  |  |
|                      |                     | Riccardo di Metz        | …                      |  |  |       |  |  |                      |  |  |                  |  |
|                      |                     | Riccardo di Metz        | …                      |  |  |       |  |  |                      |  |  |                  |  |
|                      |                     | Riccardo di Metz        | …                      |  |  |       |  |  |                      |  |  |                  |  |
| Adelaide di Metz     |                     | Riccardo di Metz        |                        |  |  |       |  |  |                      |  |  |                  |  |
|                      |                     | Berta di Metz           | …                      |  |  |       |  |  |                      |  |  |                  |  |
|                      |                     | Berta di Metz           | …                      |  |  |       |  |  |                      |  |  |                  |  |
|                      |                     | Berta di Metz           | …                      |  |  |       |  |  |                      |  |  |                  |  |
| Enrico III il Nero   |                     | Berta di Metz           |                        |  |  |       |  |  |                      |  |  |                  |  |
|                      | Corrado I di Svevia | …                       |                        |  |  |       |  |  |                      |  |  |                  |  |
|                      | Corrado I di Svevia | …                       |                        |  |  |       |  |  |                      |  |  |                  |  |
|                      | Corrado I di Svevia | …                       |                        |  |  |       |  |  |                      |  |  |                  |  |
| Ermanno II di Svevia | Corrado I di Svevia |                         |                        |  |  |       |  |  |                      |  |  |                  |  |
|                      |                     | Richlind di Sassonia    | …                      |  |  |       |  |  |                      |  |  |                  |  |
|                      |                     | Richlind di Sassonia    | …                      |  |  |       |  |  |                      |  |  |                  |  |
|                      |                     | Richlind di Sassonia    | …                      |  |  |       |  |  |                      |  |  |                  |  |
| Gisella di Svevia    |                     | Richlind di Sassonia    |                        |  |  |       |  |  |                      |  |  |                  |  |
|                      |                     | Corrado III di Borgogna | Rodolfo II di Borgogna |  |  |       |  |  |                      |  |  |                  |  |
|                      |                     | Corrado III di Borgogna | Rodolfo II di Borgogna |  |  |       |  |  |                      |  |  |                  |  |
|                      |                     | Corrado III di Borgogna | Berta di Svevia        |  |  |       |  |  |                      |  |  |                  |  |
| Gerberga di Borgogna |                     | Corrado III di Borgogna |                        |  |  |       |  |  |                      |  |  |                  |  |
|                      |                     | Matilde di Francia      | Luigi IV di Francia    |  |  |       |  |  |                      |  |  |                  |  |
|                      |                     | Matilde di Francia      | Luigi IV di Francia    |  |  |       |  |  |                      |  |  |                  |  |
|                      |                     | Matilde di Francia      | Gerberga di Sassonia   |  |  |       |  |  |                      |  |  |                  |  |
|                      |                     | Matilde di Francia      |                        |  |  |       |  |  |                      |  |  |                  |  |